# Californische goldrush

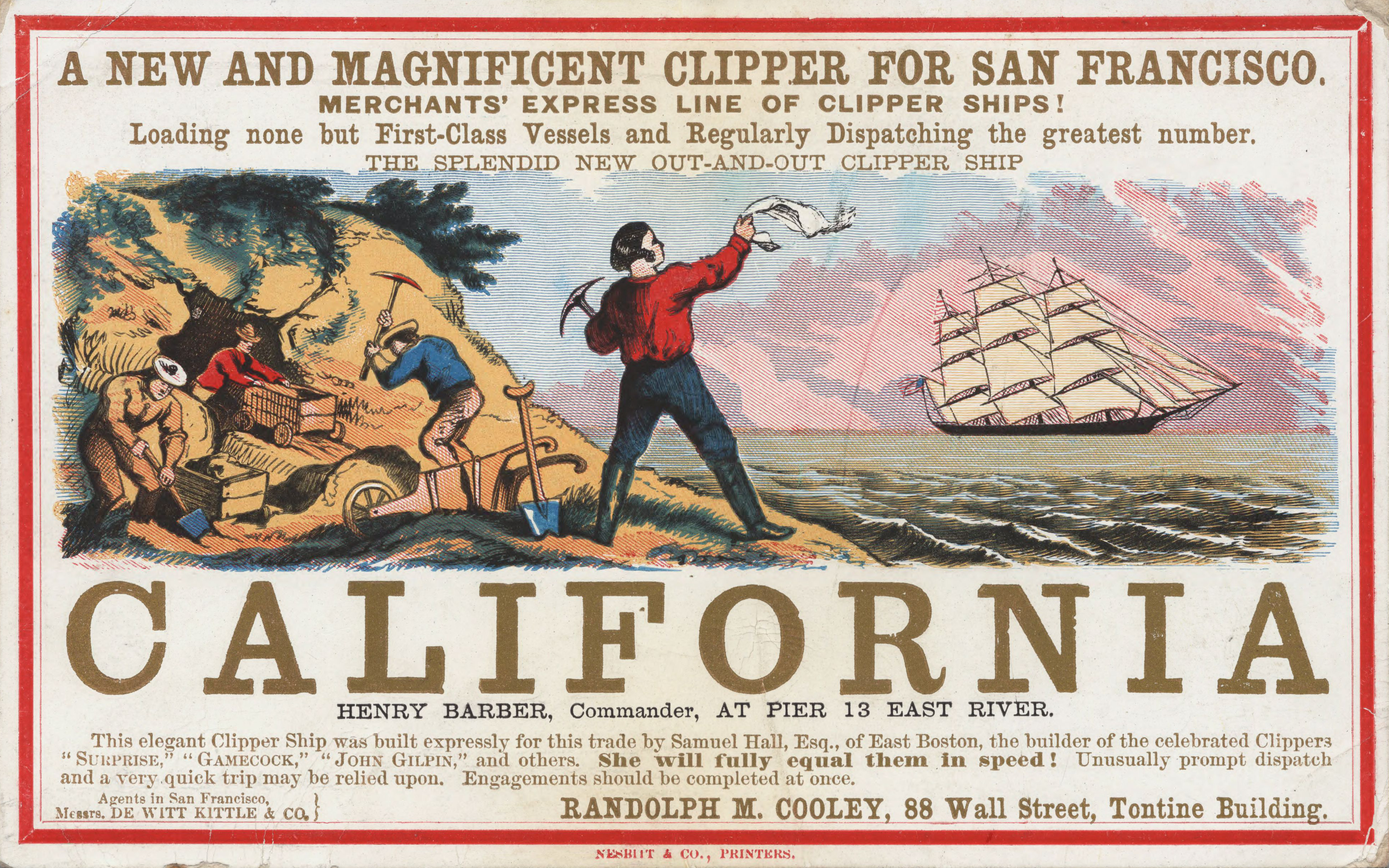
Reclame voor het zeilschip "California", dat ten tijde van de Californische goldrush werd ingezet op de scheepvaartroute naar San Francisco.

De Californische goldrush was de grootschalige, stormachtige migratie van mensen vanuit de hele wereld naar Californië, die ontstond nadat daar op 24 januari 1848 goud was gevonden en aanhield tot 1856.
Aanvankelijk verspreidden de geruchten over de goudvondst zich alleen in het zuidwesten van de Verenigde Staten en bleef de toestroom van mensen, die aangestoken door goudkoorts naar de vindplaats trokken, beperkt tot duizendtallen. Na een jaar gingen berichten over de goudvelden de hele wereld over en bereikte de goldrush een omvang van honderdduizenden goudzoekers. Hun reis duurde maanden, was zwaar en kostte velen het leven. Eenmaal in Californië troffen zij een gebied aan waar wetteloosheid heerste, zodat zij zelf hun claimrecht moesten organiseren. Gaandeweg werd het goud moeilijker te winnen en kwamen er wetten en maatregelen die tegen vreemdelingen waren gericht. Vanaf 1856 waren substantiële investeringen nodig in mijnbouwapparatuur, waardoor alleen grote bedrijven de mijnbouw konden voortzetten en de toestroom van gelukszoekers opdroogde.
Toen de goldrush begon was San Francisco een kleine nederzetting. De stad werd een belangrijke toegangspoort tot de mijngebieden en groeide explosief. Rond de goudvelden ontstonden talrijke nieuwe nederzettingen. Van 1848 tot 1856 migreerden ruim 300.000 mensen naar Californië en werd daar naar schatting ruim 340.000 kilo goud gedolven. Het aantal indianen daalde in die periode van 150.000 naar 50.000 en de goudwinning veroorzaakte veel milieuschade. De Californische goldrush had wereldwijd economische gevolgen en droeg er mede toe bij dat Californië in 1850 de 31e staat van Amerika werd.

## Geschiedenis

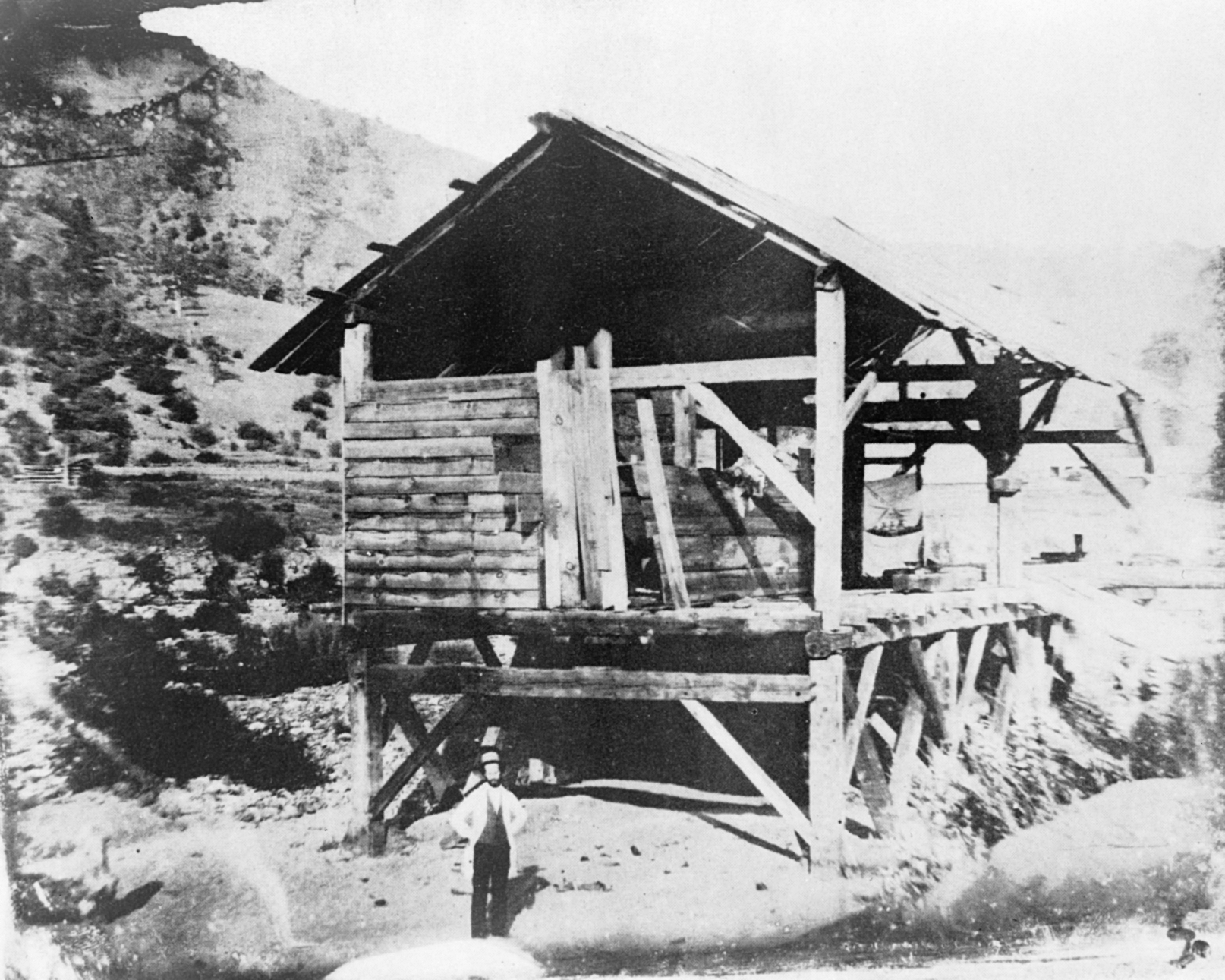
Sutter's Mill, de watermolen aan de American River waaraan Marshall bouwde toen hij goud vond

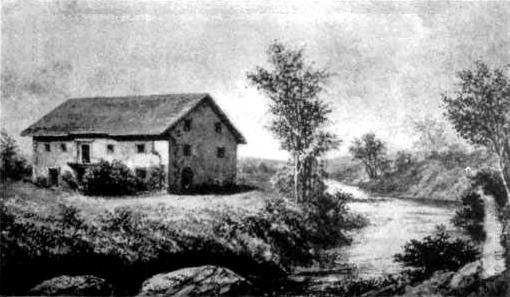
De winkel van Sam Brannan tegenover Sutter's Fort

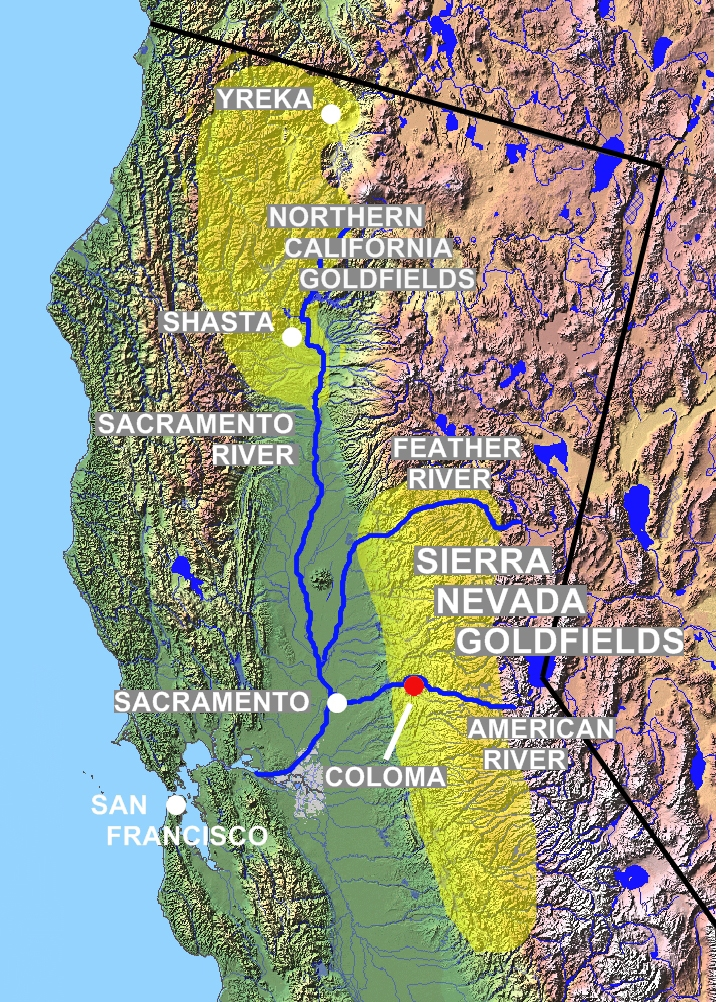
Kaart van de goudvelden in Californië

### Ontdekking
Op 24 januari 1848 vond timmerman-aannemer James William Marshall goud in de bedding van de American River, toen hij in opdracht van John Sutter in de buurt van Coloma een watermolen bouwde.
Er was eerder goud ontdekt in Californië, in Placerita Canyon ten noorden van het huidige Los Angeles. Die vondst uit 1842 kreeg weinig aandacht en had nagenoeg geen invloed op de economie. Ook de ontdekking van Marshall trok aanvankelijk weinig belangstelling. Alleen hijzelf en de werkers aan de molen wisten ervan. Dat waren een achttal indianen die de waarde van goud niet kenden en evenveel blanken, bijna allemaal mormonen. Deze laatsten hielden de kennis voor zichzelf en begonnen in hun vrije uren in de rivier naar goud te zoeken. Marshall lichtte wel Sutter in, maar die hield de vondst geheim omdat hij wilde voorkomen dat zijn werknemers hem massaal zouden verlaten om goud te gaan zoeken.
De mormonen die aan de watermolen werkten schakelden na enige tijd enkele geloofsgenoten in om hen te helpen bij het goud zoeken. Omdat het niet mocht uitlekken, reisden die vanaf Sutter's Fort naar de bijna 90 kilometer verder gelegen watermolen onder het mom van een voorgenomen jachtpartij. Twee van hen waren begin maart 1848 op de terugweg toen ze een goudvondst deden in een zijtak van de American River. Deze ontdekking veroorzaakte bij de bewoners van Sutters Fort een koortsachtige opwinding en binnen korte tijd waren ruim 150 voornamelijk mormoonse gouddelvers werkzaam op de vindplaats, die later Mormon Island werd genoemd.

### 1848
De goudkoorts greep twee maanden later verder om zich heen, door toedoen van Samuel Brannan. Brannan was een vooraanstaand mormoon en na de goudvondst liet hij een pakhuis met winkel bouwen bij Sutter's Fort. Hij reisde begin mei met de veerboot over de Sacramento River naar San Francisco. Toen hij na een reis van twee dagen aankwam, liep hij meteen de stad in met een flesje goud in de linker- en zijn hoed in de rechterhand. Al zwaaiend met zijn hoed riep hij luid: "Gold, Gold, Gold from the American River!" Het veroorzaakte hevige opschudding en vrijwel alle inwoners van San Francisco trokken naar de vindplaats. Brannan kocht alle pikhouwelen, schoppen en goudpannen op die hij kon vinden en verkocht in negen weken voor 36.000 dollar aan gereedschap.
De eerste goudzoekers kwamen voornamelijk uit Californië zelf. Ze konden met simpele methoden genoeg goud vinden om in korte tijd duizenden dollars te verdienen. Ze namen indianen in dienst om te delven en betaalden daarvoor met kralen, kleding en voedsel. De koorts greep om zich heen en bijna alle werkkrachten trokken zo snel ze konden naar de goudvelden, gevolgd door veel ondernemers. Richard B. Mason, de pas benoemde militaire gouverneur van Californië, zag al zijn bedienden vertrekken. Als militair gezagsdrager werd hij bovendien geconfronteerd met desertie van honderden soldaten die hun geluk op de goudvelden gingen beproeven. De goudkoorts werd zo algemeen dat Henry Bee, de commandant van de gevangenis van San Jose, tien indiaanse gevangenen meenam naar de goudvelden om voor hem te delven.
Geruchten dat het goud in Californië voor het oprapen lag, verspreidden zich verder en trokken ook gelukszoekers uit andere streken aan. De eerste grote groepen Amerikanen van buiten Californië kwamen uit het aangrenzende Oregon. Zij trokken Californië vanuit het noorden binnen en mede daardoor werd ook op diverse plekken in het uiterste noorden van Californië, in de Klamath Mountains, goud ontdekt. Zo ontstonden twee mijngebieden, de noordelijke Californische goudvelden en de goudvelden van de Sierra Nevada.
Later in het jaar volgden enkele duizenden mensen uit Latijns-Amerika, vooral uit de mijnstreken van Mexico, Peru en Chili. Op het moment dat het goud ontdekt werd, bestond de bevolking van het gebied uit 150.000 indianen, 6500 Californio's en 700 kolonisten. Eind 1848 waren daar ongeveer zesduizend goudzoekers bijgekomen.

### 1849

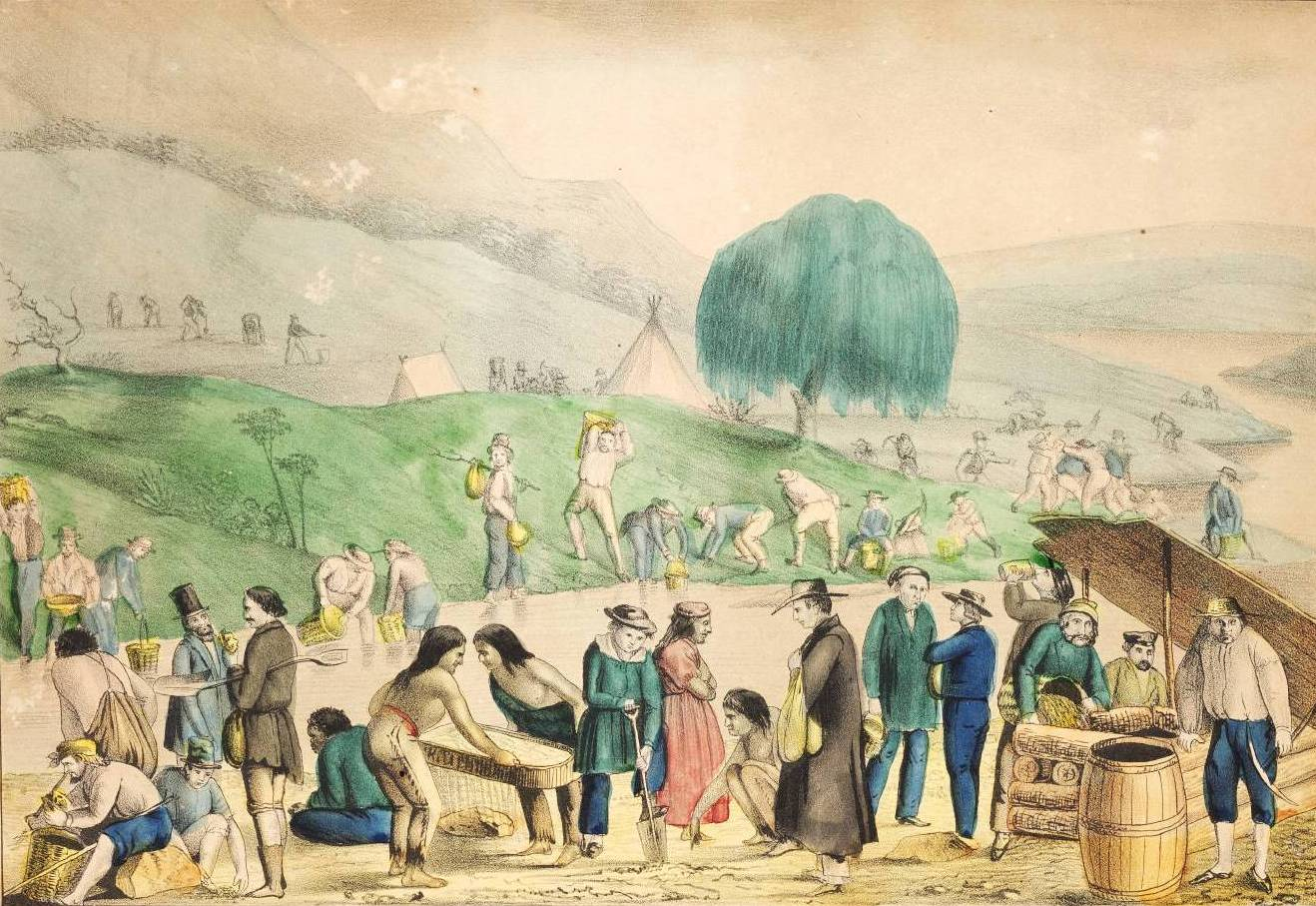
Goudzoekers aan het werk op de westoever van de Sacramento

Op 19 augustus 1848 had de New York Herald als eerste landelijke krant de vondst van goud aan de westkust gepubliceerd. Nu de berichten door het gehele land verspreid werden, breidde de goudkoorts zich uit naar andere staten. Veel gelukszoekers organiseerden zich in groepen, parties genoemd, die gezamenlijk de maandenlange tocht naar Californië ondernamen. De eersten kwamen aan in het voorjaar van 1849. In de loop van het jaar arriveerden 50.000 à 60.000 Amerikanen. Zij werden forty-niners genoemd, een verwijzing naar het jaar van aankomst.
De ontdekking van rijke goudvelden werd wereldnieuws op 5 december 1848, toen president James Polk er ruim aandacht aan besteedde in zijn schriftelijke boodschap aan het Congres over de State of the Union. Kranten in vrijwel alle landen pikten zijn mededelingen over goud in Californië op, waardoor de goudkoorts zich over de hele wereld verspreidde. Zo'n 30.000 buitenlanders trokken in 1849 naar de Californische goudvelden. In Australië en Nieuw-Zeeland lazen mensen over de goudvondsten in kranten die door schepen waren meegebracht. Duizenden van hen scheepten zich in naar Californië. De stroom uit Latijns-Amerika bleef aanhouden en er kwam ook een groeiend aantal goudzoekers en kooplieden uit Azië op het goud af, voornamelijk Chinezen. De eerste immigranten uit Europa kwamen eind 1849 aan, na de revoluties van 1848. De meesten van hen waren Fransen, maar ook uit Duitsland, Scandinavië en het Verenigd Koninkrijk ondernamen veel gelukszoekers de tocht naar Californië.

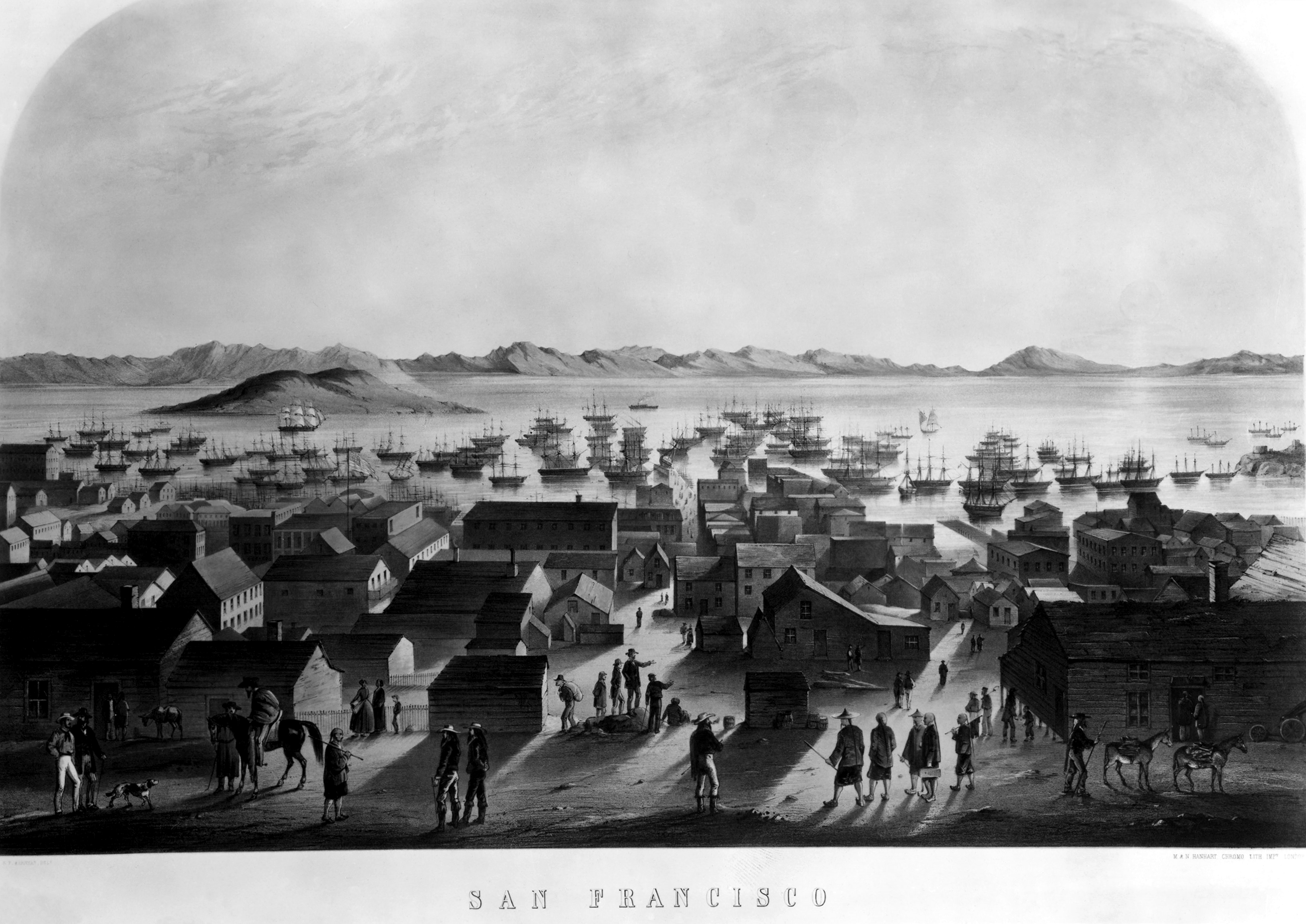
De haven van San Francisco. Lithografie van Francis Samuel Maryatt uit 1849.

Omdat de meeste bewoners de stad verlieten om goud te gaan zoeken, veranderde San Francisco aanvankelijk in een spookstad. Later groeide de stad sterk, onder invloed van de grote stromen mensen en goederen die daar aan land kwamen. San Francisco was de favoriete aankomsthaven voor goudzoekers, omdat ze van daaruit over de rivieren per schip konden doorreizen naar de goudvelden. Daarnaast werd de haven ook gebruikt voor de aanvoer van voorraden en goederen die nodig waren om aan de vraag van de sterk toenemende bevolking van Californië te voldoen. San Francisco was aangewezen als de officiële havenplaats voor heel Californië, waar de Amerikaanse douane invoerrechten van 25 procent hief op importgoederen.
In de periode voor de goldrush meerden er gemiddeld 25 schepen per jaar af in San Francisco. In 1849 waren dat er 793 en het jaar daarop 803. De bemanning van veel schepen die in de haven aankwamen, raakte ook 'besmet' met de goudkoorts en liet massaal hun vaartuig in de steek om goud te gaan zoeken, waardoor uiteindelijk meer dan zeshonderd schepen in de haven achterbleven. Sommige schepen werden opgeknapt en weer in de vaart genomen, maar de meeste werden door ondernemende bewoners van San Francisco benut om er magazijnen, winkels, drankgelegenheden of hotels in te vestigen en een van de schepen werd gebruikt als gevangenis.

### Latere jaren
In 1850 was het meeste goud dat makkelijk gevonden kon worden, verzameld. De goudzoekers weken uit naar steeds moeilijkere locaties. Onder druk van Amerikaanse goudzoekers werden protectionistische maatregelen genomen die hun positie moesten beschermen. Er kwam een belasting voor buitenlandse goudzoekers van 20 dollar per maand. Als die niet kon worden opgebracht, wat vaak het geval was, grepen Amerikanen dat aan om de buitenlanders uit rijke mijngebieden te verjagen. Nieuwe wetten sloten de ervaren en bekwame Zuid-Amerikanen en de hardwerkende Chinezen uit van werk, grondbezit en het verkrijgen van de Amerikaanse nationaliteit. De inheemse indianen hadden inmiddels de waarde van goud leren kennen en veel van hen wilden voor zichzelf gaan delven. Ook zij werden van de goudvelden verdreven.
Rond 1856 liep de goldrush ten einde, mede door veranderde economische omstandigheden. De opbrengsten van kleine claims daalden voortdurend en goud kon alleen nog winstgevend gedolven worden door middelgrote of grote bedrijven. De opbrengst van de goudvelden had zijn hoogtepunt bereikt in 1852 met 81 miljoen dollar en daalde daarna geleidelijk, tot 45 miljoen in 1857.
Veel mijnwerkers togen naar nieuwe vindplaatsen van goud en zilver zoals Pikes Peak in Colorado en Comstock Lode in Nevada. De blijvers kozen er veelal voor om het beroep weer op te pakken dat ze uitgeoefend hadden voor ze naar Californië trokken. Vooral veel Chinezen bleven in Californië en gingen werken als kok, wasbaas, koopman of kruidenier.

## De reis
De goudzoekers die in 1848 naar Californië reisden, hoefden slechts een relatief korte afstand af te leggen. Gelukszoekers uit Oregon en het Mexicaanse mijngebied Sonora reisden over land en de ervaren gouddelvers uit Chili en Peru kwamen over zee, vanuit de haven van respectievelijk Valparaiso en Callao. Bij de migrantenstromen die wereldwijd op gang kwamen na de bekendmaking van de goudvondsten door president Polk, ging het om grote afstanden. De zogenaamde forty-niners moesten een zware en dure reis ondernemen om de Californische goudvelden te bereiken. De meesten van hen waren inwoners van het oosten van de Verenigde Staten. De grootste groepen niet-Amerikanen kwamen uit Europa en China. De omstandigheden waaronder gereisd werd, konden sterk verschillen, maar waren bijna steeds deerniswekkend.

### De reis vanuit het oosten van de Verenigde Staten
Goudzoekers uit het oosten van Amerika konden gebruik maken van routes over land, over zee en gecombineerde routes over zee en land.

#### Over land

Kaart van de belangrijkste migratieroutes naar het Wilde Westen

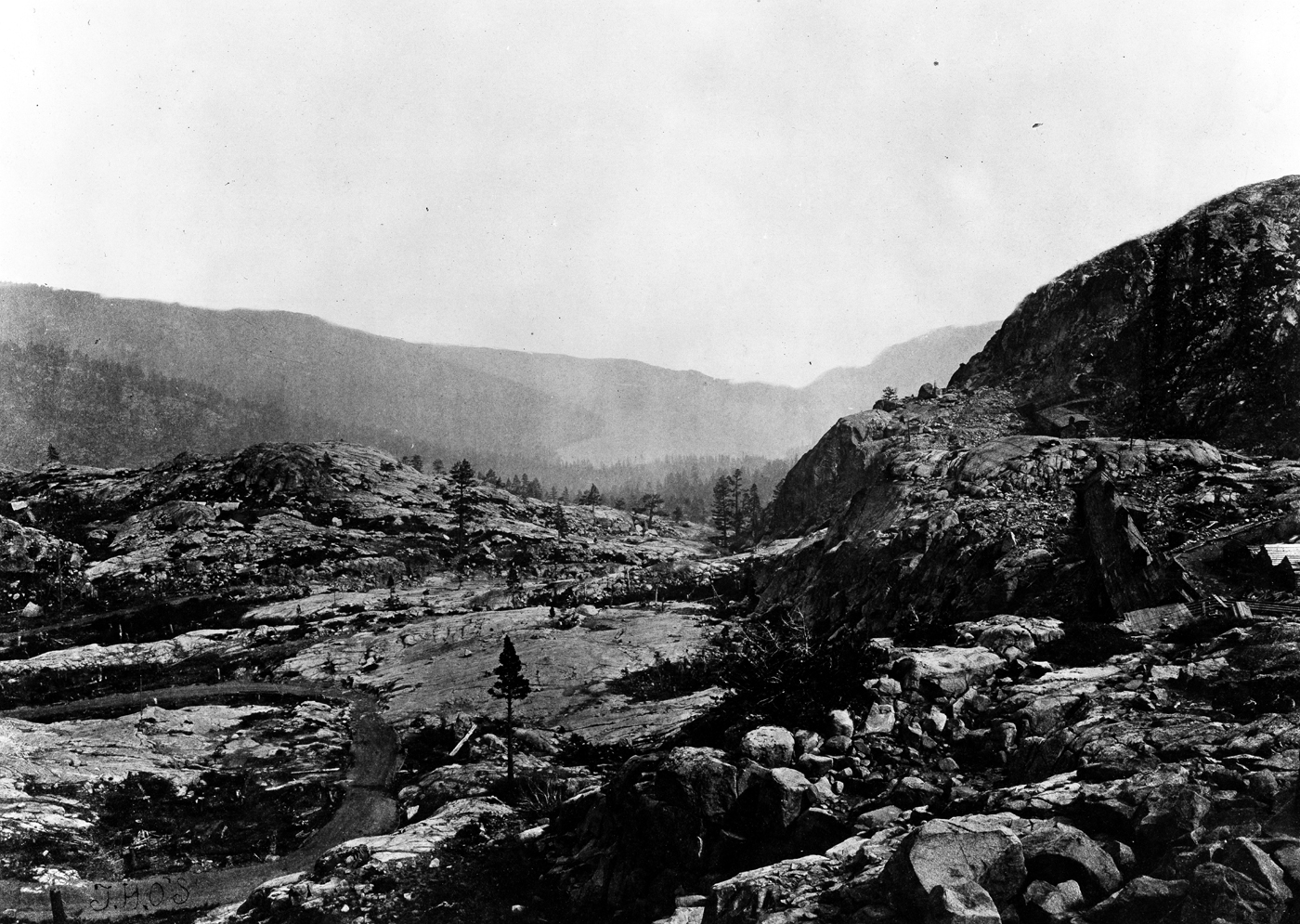
De Donnerpas vanuit het westen, omstreeks 1870

De route over land werd gebruikt door ruim de helft van de Amerikaanse migranten omdat het de goedkoopste was. De reis kostte ongeveer 200 dollar, inclusief een wagen en proviand. Onder de reizigers waren veel handwerkslieden, maar het merendeel, ruim twee derde, was boer. Veel boeren waren al in het bezit van een huifkar met ossen, gereedschap en een pistool, en ze konden door hun varkens te slachten en hun tarwe te malen voorzien in proviand in de vorm van gezouten varkensvlees en meel.
De meest gebruikte landroute was de California Trail. Dit traject was in 1841 gevolgd door de eerste kolonisten die door onbekende gebieden naar Californië trokken. Het traject begon bij de Missouri, net voor de frontier die de grens vormde met het onontdekte Wilde Westen. Van daaruit liep de route over de Great Plains, over de Rocky Mountains, door het Grote Bekken en ten slotte via de Donnerpas of een andere pas over de Sierra Nevada.
Tienduizenden Amerikanen reisden langs de California Trail, dwars over het continent. De reis was zo'n 5000 kilometer lang en de snelheid van de karavanen was laag, waardoor de tocht drie tot zeven maanden duurde.

#### Route rond Kaap Hoorn

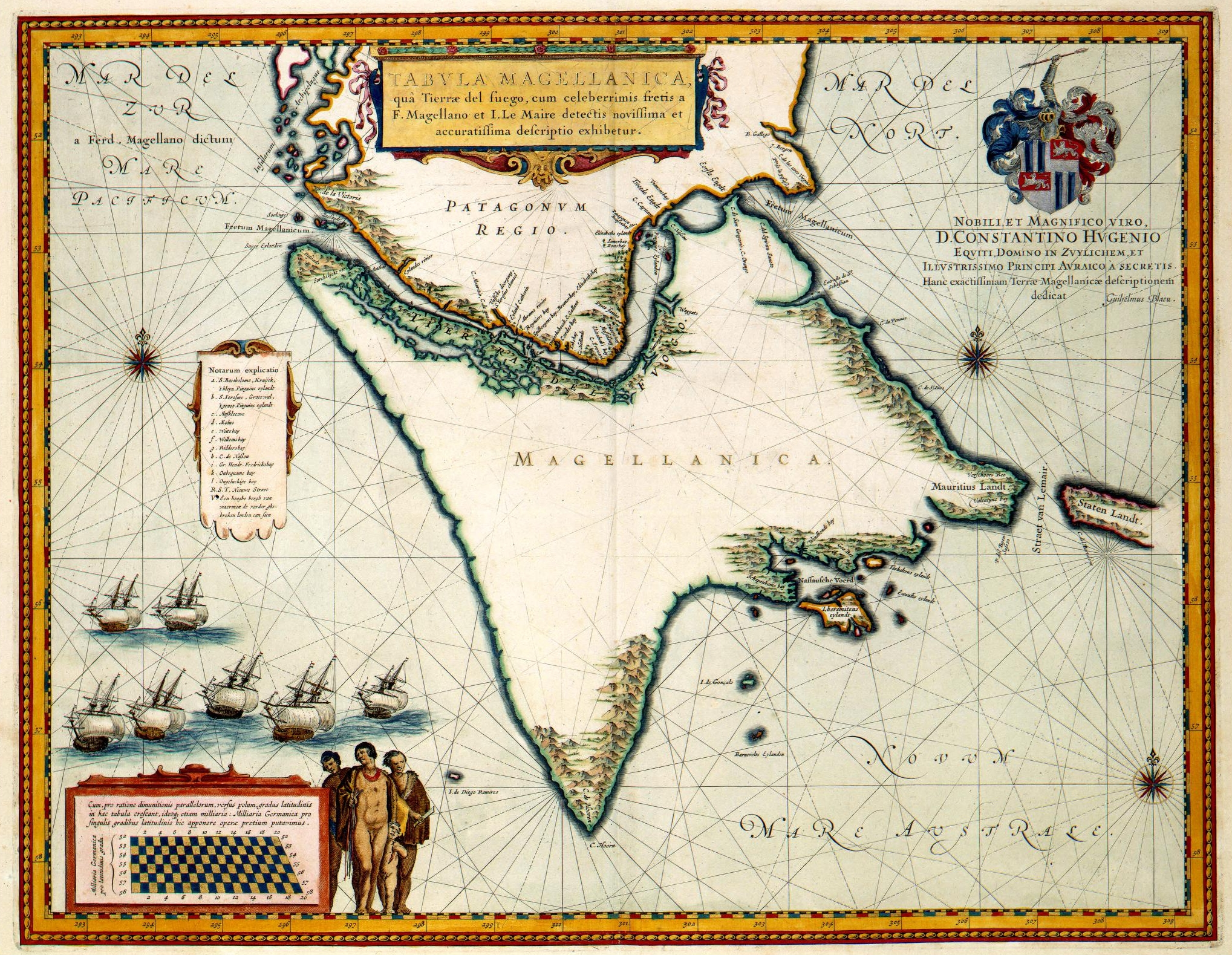
Kaart uit 1635 door Willem Blaeu, met daarop Kaap Hoorn en de Straat Magellaan (Fretum Magellanicum)

Van de drie belangrijkste zeeroutes was die om Kaap Hoorn het populairst. Deze kostte 300 dollar, aanzienlijk minder dan de andere routes, die door Panama of Nicaragua voerden. De reis om het zuidelijkste puntje van Zuid-Amerika heen was ongeveer 33.000 kilometer lang en duurde vijf tot acht maanden. De recordtijd was 89 dagen en 21 uur, in 1851 gevestigd door de klipper Flying Cloud. Sommige schippers probeerden tijd te winnen door de Straat Magellaan door te steken, maar de reis door deze ruwe wateren kostte vaak alleen maar extra tijd.
De route rond Kaap Hoorn was ongetwijfeld de veiligste route, waarop de beproevingen veelal beperkt bleven tot verveling, slecht voedsel en af en toe een ziekte als scheurbuik. Het ronden van de kaap kon echter gepaard gaan met gevaarlijke stormen. Afgezien van een enkeling die overboord sloeg, zijn weinig reizigers op deze route omgekomen. Juist omdat ze niet aan ontberingen waren blootgesteld verkeerden veel passagiers bij aankomst in slechte conditie, niet voorbereid op de meedogenloze arbeid in de mijnbouw.
De route rond Kaap Hoorn was de goedkoopste zeeroute naar Californië en dus aantrekkelijk voor mensen met beperkte middelen zoals boeren, ambachtslieden en arbeiders. De meesten kwamen uit de oostkust, met name uit New England. Velen organiseerden zich in naamloze vennootschappen, waarna ze gezamenlijk een schip kochten, inclusief lading. Deze bestond meestal uit meel of tabak. Eenmaal aangekomen in San Francisco verkochten ze de lading, als het lukte ook het schip zelf, en verdeelden de winst onder de leden. Vervolgens hieven ze de vennootschap op en gingen elk hun eigen weg naar de goudvelden.

#### Panama-route

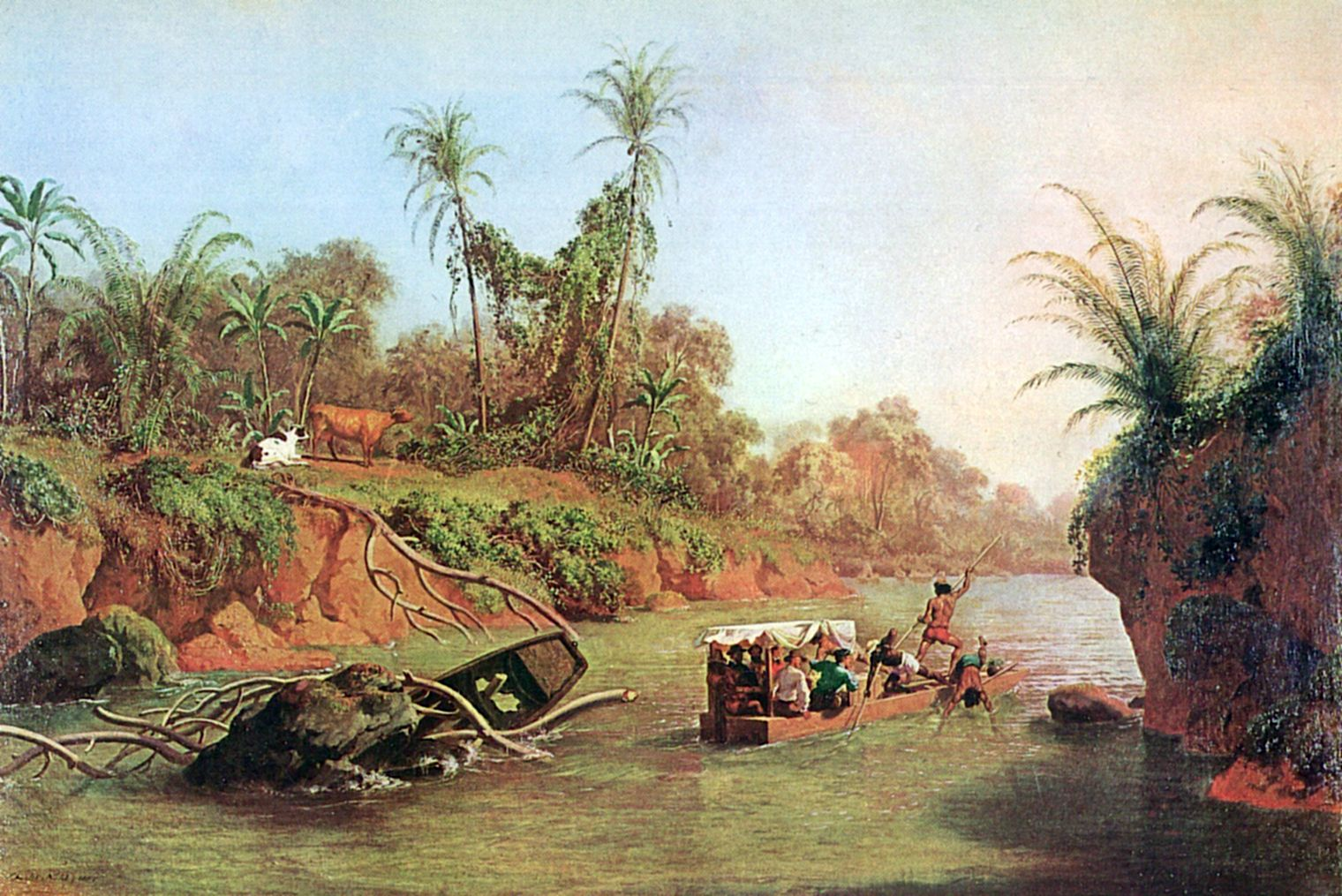
Goudzoekers in een bungo op de Chagres. Olieverfschilderij uit 1850 van Charles Christian Nahl.

Een kortere zeeroute liep via Panama. Door de landengte van Panama over te steken konden reizigers het stuk van 20.000 kilometer om Kaap Hoorn afsnijden. De reis was zo ongeveer 11.000 kilometer, waarvan 100 kilometer over land, en duurde twee tot drie maanden. Van deze route werd minder gebruik gemaakt dan van die om Kaap Hoorn omdat de reis aanvankelijk 1500 dollar kostte. Later daalde de prijs naar ongeveer 400 dollar. Vooral boeren, kooplieden, klerken en artsen kozen deze route.
De meeste goudzoekers die de Panama-route gebruikten vertrokken vanuit een haven in Noordoost-Amerika. Velen van hen hadden huis en haard verkocht omdat ze op de tocht door de landengte van Panama niet veel bagage mee konden nemen. De schepen voeren over de Atlantische Oceaan naar de monding van de Chagres. Daar lag de gelijknamige stad, destijds de belangrijkste haven aan de Panamese noordkust.

##### Landengte
De landengte is slechts een kleine 100 kilometer breed, maar het kostte de migranten bijna een week om die afstand te overbruggen. Het eerste deel van de reis ging over de meanderende Chagres, met hier en daar verraderlijke stroomversnellingen. De goudzoekers huurden bungo's, grote kano's die plaats boden aan 18 tot 20 passagiers met bagage. Sommigen huurden kleinere kano's gemaakt van uitgeholde boomstammen. De tocht over water duurde drie à vier dagen en elke avond legden de inheemse schippers aan bij een dorp om daar te overnachten. Eten in een van de hutten was vaak problematisch, omdat de reizigers niet wisten wat hen werd voorgezet. Ze wantrouwden voedsel dat ze niet kenden en gruwden bij het idee dat het leguaan, slang, aap of een ander exotisch dier kon zijn.
De vaartocht besloeg ongeveer twee derde van de af te leggen afstand. Het laatste deel van de reis ging over de bergen, op de rug van een muilezel. Reizigers die het zich konden veroorloven, lieten zich vervoeren door silleros, die een draagstoel op hun rug torsten. De afstand was slechts 30 kilometer, maar de route liep door ruig land met paden zo smal dat de reizigers soms hun benen op de rug van de muilezel moesten leggen om te kunnen passeren. Het parcours was op veel plaatsen glibberig door een dikke laag modder. De veiligste en meest gebruikte route was de 300 jaar oude Camino de Cruces van de Spaanse Conquistadores. Het pad was destijds geheel geplaveid met stenen en ondanks eeuwen van verwaarlozing was er genoeg van de verharding over om de muilezels houvast te geven.

##### Panama-Stad
Eenmaal in Panama-Stad aangekomen konden veel reizigers geen onderdak vinden omdat de stad overvol was. Er vertrokken te weinig schepen naar San Francisco om de stroom gelukszoekers te kunnen verwerken. Hoewel in allerijl walvisvaarders en kolenschepen provisorisch werden aangepast aan passagiersvervoer, kon het drie maanden duren voor de goudzoekers erin slaagden een passagiersplaats naar Californië te bemachtigen. Ondertussen bivakkeerden ze in geïmproviseerde behuizingen in de beboste gebieden buiten de oude stadsmuren. De grote concentratie vrijgezelle mannen met geld trok bordelen, saloons en gokhallen aan. Menig gelukszoeker verloor er zoveel dat hij onvoldoende overhield om het vervolg van de reis naar San Francisco te kunnen betalen.

##### Ziekten
Migranten die de Panama-route kozen werden geplaagd door ziekten die ze op de rivier opliepen door muggenbeten, of in het kamp bij Panama-Stad door de slechte hygiënische omstandigheden. Duizenden werden het slachtoffer van cholera, dysenterie, malaria en gele koorts. Door een gebrek aan medische zorg was het sterftecijfer hoog. Veel migranten die een plaats op een schip konden bemachtigen overleden aan boord omdat ze besmet waren voor ze zich inscheepten.
De tocht over de landengte van Panama werd veel gemakkelijker na de voltooiing van de Panamaspoorweg in 1855. De reis over het spoor duurde slechts een aantal uren. De grote stroom gelukszoekers was toen echter al opgedroogd.

#### Nicaragua-route

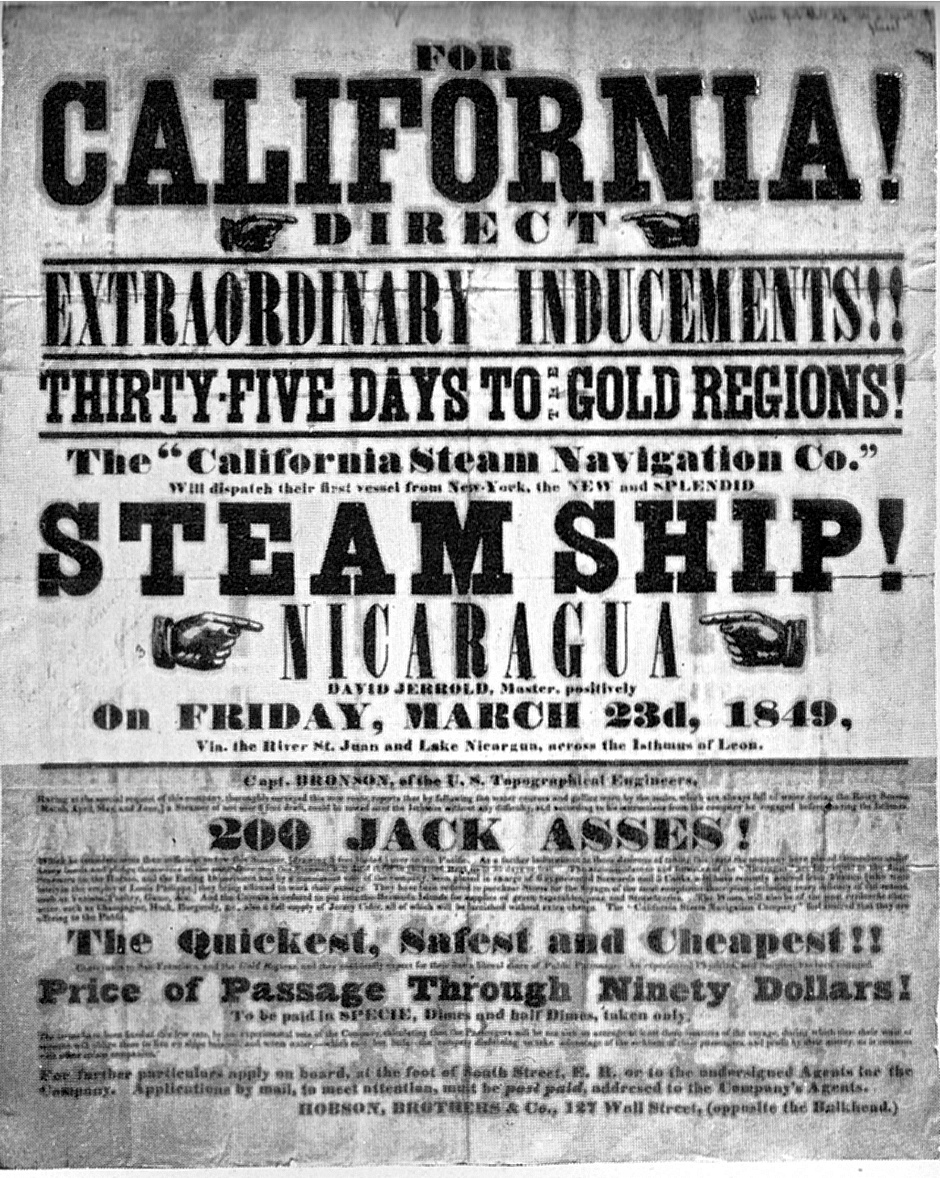
Reclame uit 1849 voor de reis per stoomschip naar Californië via Nicaragua

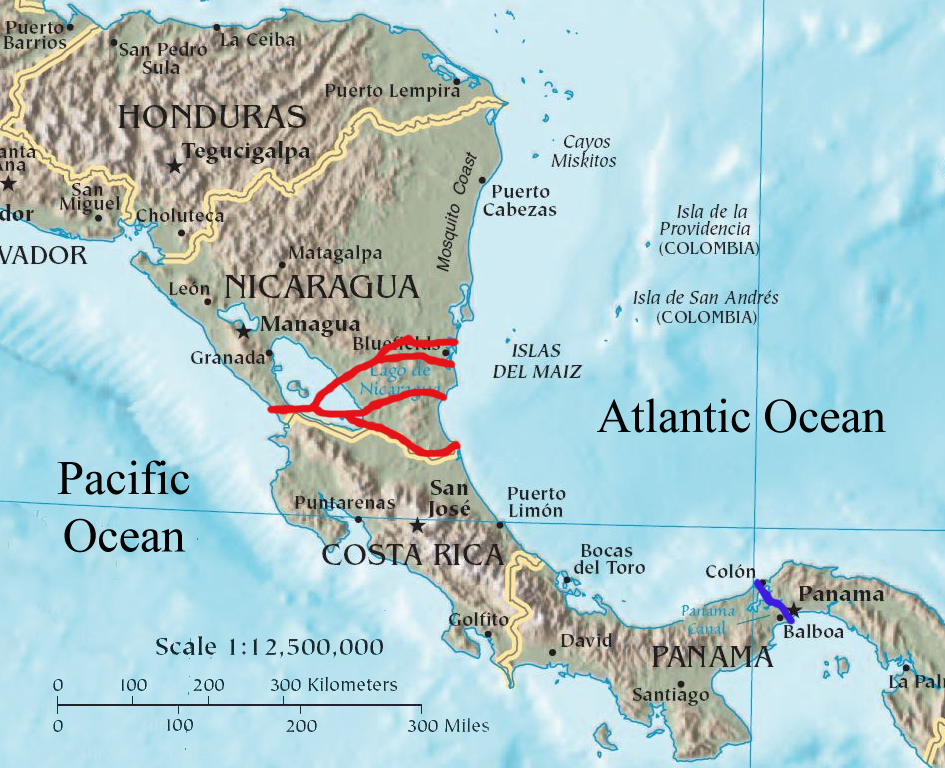
In rood de ontwerproutes voor een Nicaraguakanaal. De onderste route komt vrijwel overeen met de Nicaragua-route uit 1851.

Er bestond ook de mogelijkheid om de lange zeereis rond Kaap Hoorn te vermijden door het continent over te steken ter hoogte van Nicaragua. Deze route was ongeveer 1500 kilometer korter dan de Panama-route. Het land werd doorkruist over achtereenvolgens de rivier San Juan, het meer van Nicaragua en ten slotte over land. De San Juan is bijna 200 kilometer lang, met een aantal stroomversnellingen die minder gevaarlijk zijn dan die in de Chagres. De reis ging per zeil- of stoomschip tot aan de stroomversnellingen die te voet werden gepasseerd, waarna de tocht per bungo werd vervolgd tot aan het meer. Op het meer van Nicaragua stapten de reizigers over op een zeil- of stoomschip dat hen over een afstand van 175 kilometer naar de stad Granada bracht, aan de noordwestoever. Vandaar ging de reis 150 kilometer over land via León naar de stad El Realejo, een haven aan de Grote Oceaan in het noordwesten van Nicaragua. Hiermee was de oversteek in totaal ongeveer 500 kilometer lang.
De Nicaragua-route trok weinig belangstelling, want hoewel de kans op malaria veel kleiner was, moesten de reizigers dezelfde soort ontberingen ondergaan als op de Panama-route en was de af te leggen afstand veel groter. Bovendien was het meer van Nicaragua berucht om zijn stormen. Daar kwam bij dat Nicaragua een politiek instabiel land was en dat de reis langs de rivaliserende steden Granada en León voerde. De wedijver tussen de twee steden leidde vaak tot gewelddadigheden, die in 1850 zelfs in een burgeroorlog ontaardden.

##### Accessory Transit Company
De situatie veranderde toen Cornelius Vanderbilt een concessie verwierf voor de aanleg van een kanaal door Nicaragua. Dit contract hield ook het exclusieve recht in om transitdiensten te verrichten tot het kanaal was voltooid. Vanderbilt kreeg zo het monopolie op de Nicaragua-route, waarin hij veel geld investeerde. Hij koos voor een zuidelijker route, die slechts 20 kilometer over land liep, van Rivas, aan de westoever van het meer van Nicaragua naar San Juan del Sur aan de Grote Oceaan. Hij ruimde veel obstakels in de San Juan op, legde bij de overblijvende stroomversnelling rails aan waarover de reizigers vervoerd werden, bouwde hotels en restaurants langs de route en verhardde de weg van Rivas naar de kust.
Anticiperend op het kanaal opende hij op 14 juli 1851 zijn verkorte Nicaragua-route, met een tarief van 300 dollar. Oceaanstomers van Vanderbilt vervoerden tweemaal per maand 1000 passagiers van New York naar San Juan del Norte, waar ze konden overstappen op rivierstomers van de Accessory Transit Company, die speciaal voor dit doel door Vanderbilt was opgericht. De reis van San Juan del Norte tot Rivas duurde twee dagen en werd, afgezien van enkele honderden meters over rails, geheel afgelegd in stoomschepen. De tocht van Rivas naar de kust ging per diligence. In de havenstad San Juan del Sur konden de goudzoekers zich op oceaanstomers van Vanderbilt inschepen naar San Francisco. Die stad werd bereikt na 47 dagen.
De nieuwe Nicaragua-route was niet meteen succesvol. De Accessory Transit Company kreeg de bijnaam The Death Line vanwege het gebrek aan comfort en de slecht onderhouden schepen. Later verbeterde dit en uiteindelijk daalde de reistijd van New York naar San Francisco tot 21 dagen. Hat tarief werd gehalveerd tot 150 dollar. De schepen waren vanaf 1852 westwaarts altijd volgeboekt en brachten tienduizenden goudzoekers naar Californië.

### De reis vanuit Europa
Europese gelukszoekers konden goedkoop naar havens aan de Amerikaanse oostkust reizen op terugkerende Amerikaanse schepen die tabak, katoen en walvisolie naar Europa hadden vervoerd. Er waren ook Europese rederijen die goedkope overtochten aanboden. De meeste landverhuizers, zoals ze genoemd werden, kwamen uit Frankrijk, Duitsland, Scandinavië en het Verenigd Koninkrijk, tezamen vele tienduizenden. Ze moesten vaak hun schamele bezittingen verkopen om de reis te kunnen betalen. Met hun weinige bagage reisden ze te voet, per paard en wagen, trekschuit, beurtvaartschip of trein naar een zeehaven. Populaire havens waar zij zich inscheepten waren Le Havre, Bremen, Hamburg, Antwerpen, Rotterdam, Kopenhagen, Stockholm en Liverpool. De overtocht duurde, afhankelijk van de wind en seizoen, tussen de vijf en acht weken.
De meeste migranten reisden in de zogeheten 'landverhuizersklasse' (in het Engels steerage). Met zijn allen werden ze ondergebracht op het donkere en vaak smerige tussendek waar ze weinig privacy hadden en slecht voedsel te eten kregen. Als ze in het najaar vertrokken was de kans groot dat het schip in een zware storm terecht kwam. De toegangen tot de passagiersruimten werden dan afgesloten waarop de gelukszoekers soms dagenlang in het halfduistere tussendek opgesloten zaten. De ontlasting en het braaksel van de zeezieken werd in open tonnen bewaard. Het drinkwater, dat vervoerd werd in houten vaten, moest als de reis lang duurde met azijn worden aangelengd om bederf tegen te gaan. Met enige regelmaat braken er aan boord besmettelijke ziekten uit, soms met dodelijke afloop. Door de slechte constructie leden ook veel schepen schipbreuk, tot meer dan tien per jaar.
De meeste Europese landverhuizers kwamen aan land in New York, maar het kon, in volgorde van belangrijkheid, ook Boston, Baltimore, Philadelphia of New Orleans zijn. Vanaf daar reisden ze verder via de routes die ook door de Amerikanen gebruikt werden.

### De reis vanuit China
De vertrekhaven voor Chinese goudzoekers was Hongkong. De tienduizenden migranten kwamen voornamelijk uit de provincie Guangdong, ten noordoosten van Hongkong. In tegenstelling tot de meeste Chinese emigranten naar andere streken waren het geen koelies, maar kooplieden, winkeliers, boeren en ambachtslieden. Zij reisden doorgaans met veel bagage en konden betalen voor comfort aan boord, waardoor toestanden als op de Europese migrantenschepen niet voorkwamen. Bovendien zagen de reders erop toe dat de passagiers goed behandeld werden, uit vrees voor rechtszaken. Vaak bedankten de reizigers de kapitein van het schip, na aankomst in San Francisco, voor zijn goede zorgen en boden ze hem een vlag of wimpel aan waarop zijn professionaliteit geroemd werd. Probleemloos waren de overtochten niet. De reisduur was 45 tot 50 dagen en de schepen waren veelal te zwaar geladen, waardoor tijdens zwaar weer schipbreuken voorkwamen. Verder dreigde ook het gevaar door piraten overvallen te worden. Ziekte aan boord was een veelvoorkomend verschijnsel. Op alle overtochten overleden wel enkele passagiers en een enkel schip werd getroffen door een besmettelijke ziekte waaraan veel passagiers en bemanningsleden stierven.

## Methoden van goudwinning

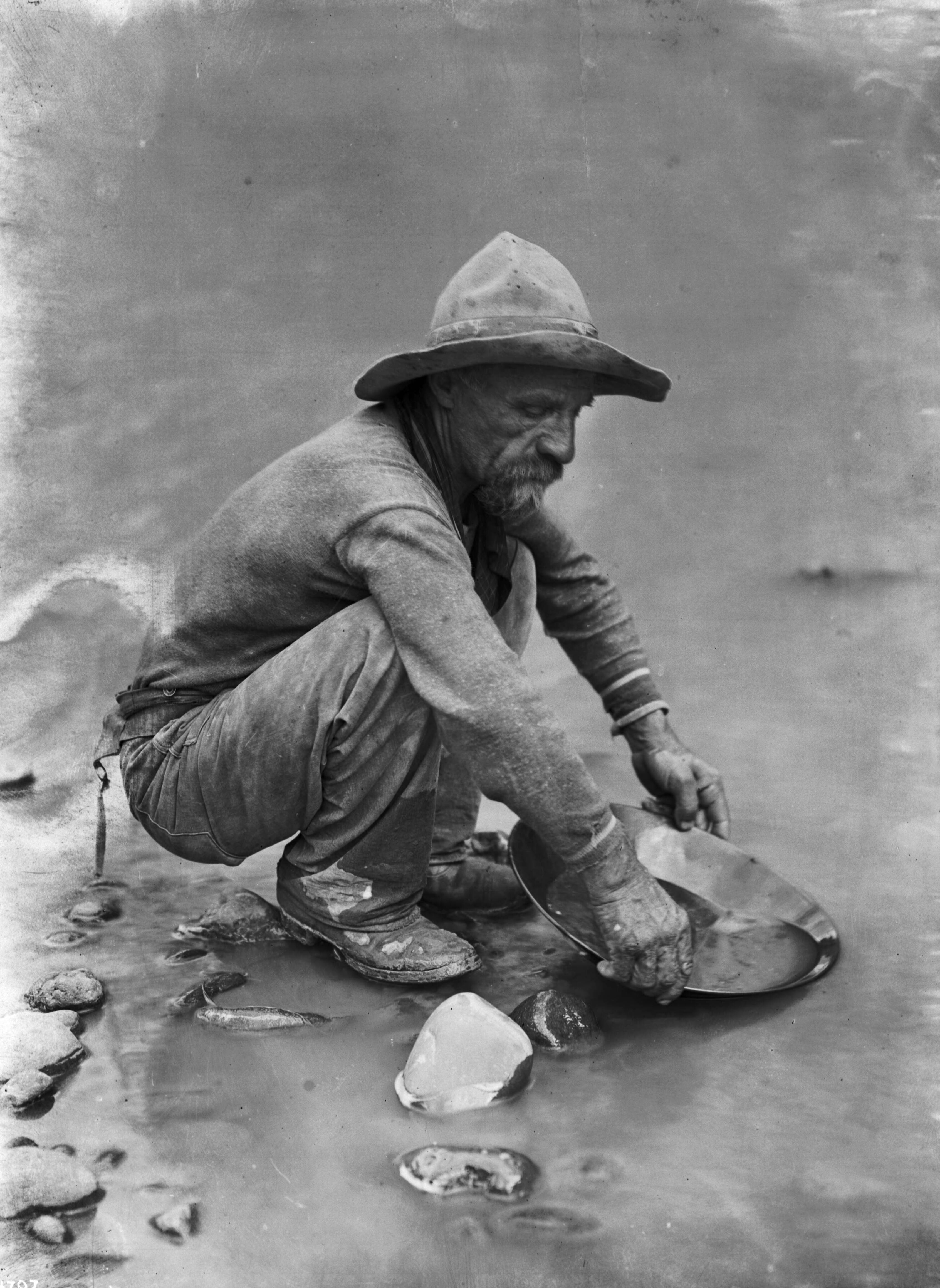
Forty-niner met een goudpan

De methoden om goud te winnen veranderden gaandeweg. In het begin kon het edelmetaal in de rivierbedding gevonden worden. Toen het moeilijker werd om goud te delven werden stapsgewijs nieuwe technieken geïntroduceerd, die voor een deel uit Latijns-Amerika waren meegebracht. Gaandeweg ontstonden in Californië methoden die later ook elders werden toegepast.

### Kleinschalig
Gouddelvers konden er in het begin mee volstaan om bodemmateriaal uit de rivierbedding te scheppen. Een veelgebruikte methode was panning (afgeleid van goldpan). De delver mengde in een goudpan water met grond uit de bedding, draaide de pan behoedzaam rond en waste de lichtere materialen weg zodat het goud achterbleef. Deze methode was weinig effectief en leidde vaak tot rugproblemen.
Indianen en goudzoekers uit Midden- en Zuid-Amerika pasten winnow mining toe (winnow betekent 'wannen'; mining is in het Nederlands 'mijnbouw'). Ze gebruikten hun fijngeweven, wollen dekens om daarop natte grond uit de bedding te laten drogen. Als de substantie droog was werd het opgegooid, waarbij het zand door de wind werd weggeblazen.
Een volgende stap was de invoering van primitieve wasmachines, die rocker box (letterlijk 'schommelkist') of cradle ('wieg') werden genoemd. Een rocker box was een hoge kist, die aan een zijde en van boven open was en die makkelijk in een schommelende beweging gebracht kon worden doordat aan de onderzijde twee halve bogen waren bevestigd. De kist werd via een zeef gevuld met natte grond uit de bedding van een rivier of beek. Op de bodem van de kist zaten ribbels, met daarop vaak een tapijt, waarop het goud achterbleef nadat het al schommelend was uitgewassen. Zo konden door twee personen 200 emmers per dag verwerkt worden.
Ruim een verdubbeling van dat aantal kon bereikt worden met een lange zeef, de long tom, waarop met een schop natte grond werd geschept. De grond werd rond geroerd, waardoor zand en goud door openingen in een eronder gelegen bak vielen en zo gescheiden werden van stenen. Het goud werd met behulp van water uitgewassen. Deze methode was het effectiefst als het werk werd gedaan door drie of vier personen: een om te graven, een om de natte materie naar de long tom te dragen, een om de materie rond te roeren en de laatste om er water in te gieten. Soms werd water uit de rivier direct naar de long tom geleid.
Ervaren Latijns-Amerikaanse gouddelvers pasten een methode toe waarmee goud gewonnen werd uit kwarts. Ze zochten aders in de hellingen en maalden de uitgehakte kwarts fijn met een arrastra, een primitieve molen. Dat gebeurde met mankracht of met behulp van een paard of ezel. Uit het verpulverde materiaal werd het goud gewonnen door het eruit te wassen met kwik, waarmee goud een amalgaam vormt.
Chinezen introduceerden het waterrad dat aangedreven werd door de rivier. Dat had twee effecten: het water werd gezeefd en kon daarnaast verschillende werktuigen aandrijven. Omdat in de stromende rivier veel minder goud te vinden was dan in de bedding was deze methode niet erg productief.
Toen de goudopbrengst aan het water terugliep gingen de gouddelvers graven in de buurt van de rivieren en stroompjes. Omdat zo'n gat leek op het hol van een coyote werd dat coyote mining genoemd. Aanvankelijk gebeurde dat individueel, met een schop, houweel en koevoet, waarbij het goud op traditionele manier werd uitgewassen. Later organiseerden de goudzoekers zich in groepen en gingen ze schachten graven van 6 tot 13 meter diepte. Daar werden tunnels gegraven, op zoek naar rijke gebieden. Coyote mining vormde een overgang naar een grootschalige ondergrondse methode.

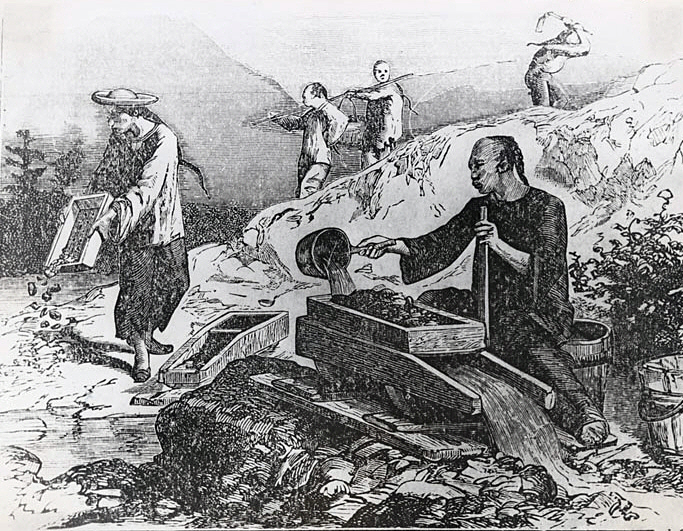
Chinese gouddelvers met een cradle
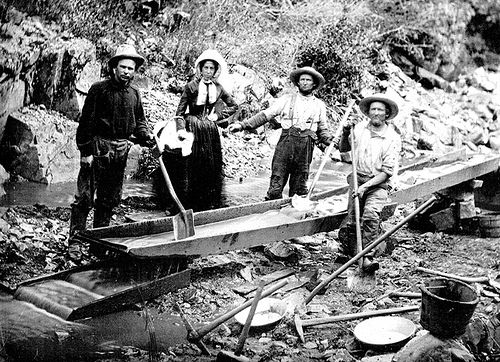
Gouddelvers met een long tom
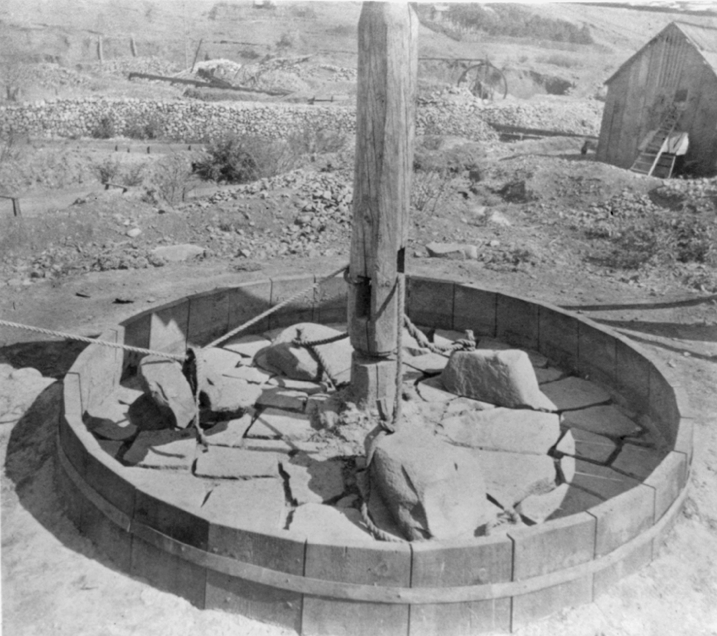
Een arrastra voor het malen van kwarts

### Grootschalig
Omdat het moeilijker werd om goud te vinden, werden vanaf 1851 grootschaliger methoden toegepast. Die vergden investeringen die de individuele goudzoekers niet konden opbrengen en dus deden industriële mijnbouwfirma's hun intrede in Californië. De eerste nieuwe methode was river damming ('rivier afdammen'), waarbij een groot stuk van een rivier werd omgeleid om zo de drooggelegde bedding efficiënt te kunnen exploiteren.
Een andere grootschalige methode was hardrock mining (van hardrock, 'steenrots'), ook wel quartz mining of lode mining genoemd (vanwege de goudaders, in het Engels lodes, die uit het kwarts bevrijd moesten worden). Het was een doorontwikkeling van de Latijns-Amerikaanse arrastra-methode. In de rotsen werden mijngangen uitgehakt, met de hand of met boren die aangedreven werden met perslucht. Als ze een rijk gebied aantroffen brachten de mijnwerkers dynamiet aan dat ze lieten ontploffen. Uitgehakte brokken kwarts werden in mijnwagentjes naar buiten gereden en geplet met grote ijzeren stempels. Vervolgens werd de verpulverde materie gewassen over koperplaten die waren bedekt met kwik. De eerste pogingen om hardrock mining toe te passen werden gedaan in 1851. Het duurde echter tot het einde van het decennium voor de methode veel opbrengst genereerde.
Rond 1853 werd in de mijngebieden geprobeerd goud te winnen uit de uiterwaarden van de rivieren met behulp van baggermachines. Deze pogingen tot dredging ('uitbaggeren') mislukten. Het zou tientallen jaren duren voor de methode met succes werd toegepast.
Eveneens in 1853 werd hydraulic mining geïntroduceerd, waarbij hydraulische methoden werden gebruikt om goud te scheiden van andere materialen in de bodem. Vanaf hoger gelegen gebieden werd water door geklonken metalen buizen naar beneden geleid. Met elke 10 meter dat het water lager kwam, liep de waterdruk op met 1 bar. Eenmaal beneden werd het water via slangen naar spuitmonden geleid. De spuitmonden werden systematisch naar voor en naar achteren bewogen, waardoor de waterstralen zich in de hellingen boorden. Het slib liep naar beneden en werd opgevangen in sluizen waarin het goud met traditionele technieken werd gescheiden van andere substanties.

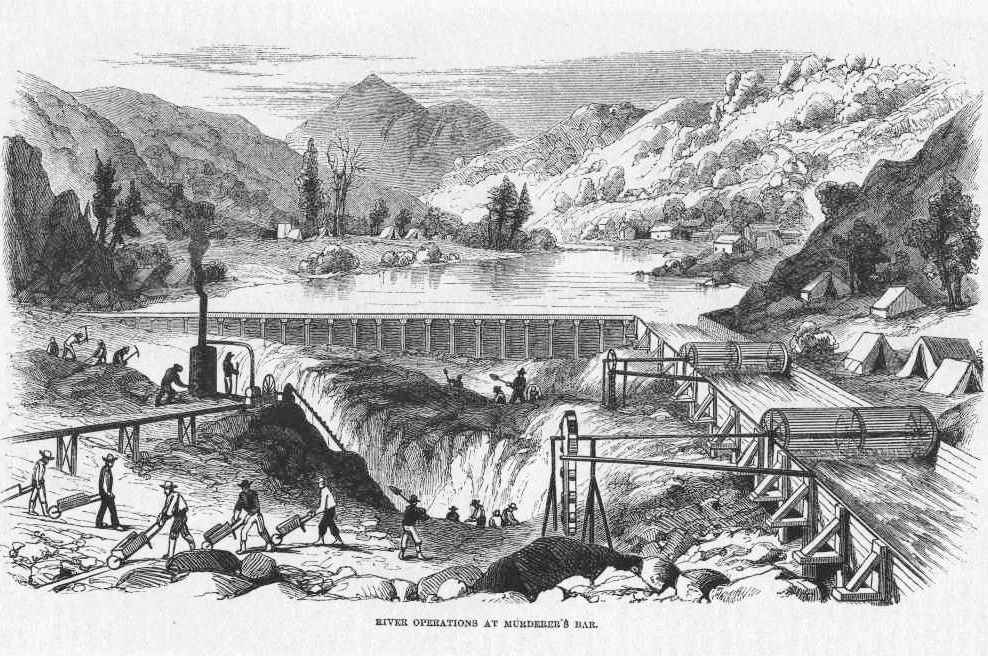
Uitgraven van een bedding nadat het water is omgeleid bij river damming
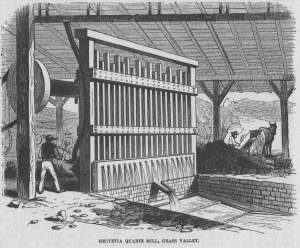
Fijnstampen van kwarts bij hardrock mining
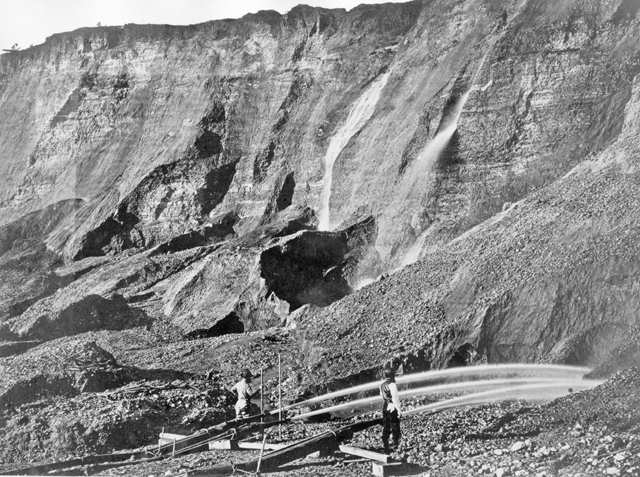
Uitgraven van een bed met spuitmonden bij hydraulic mining, circa 1863
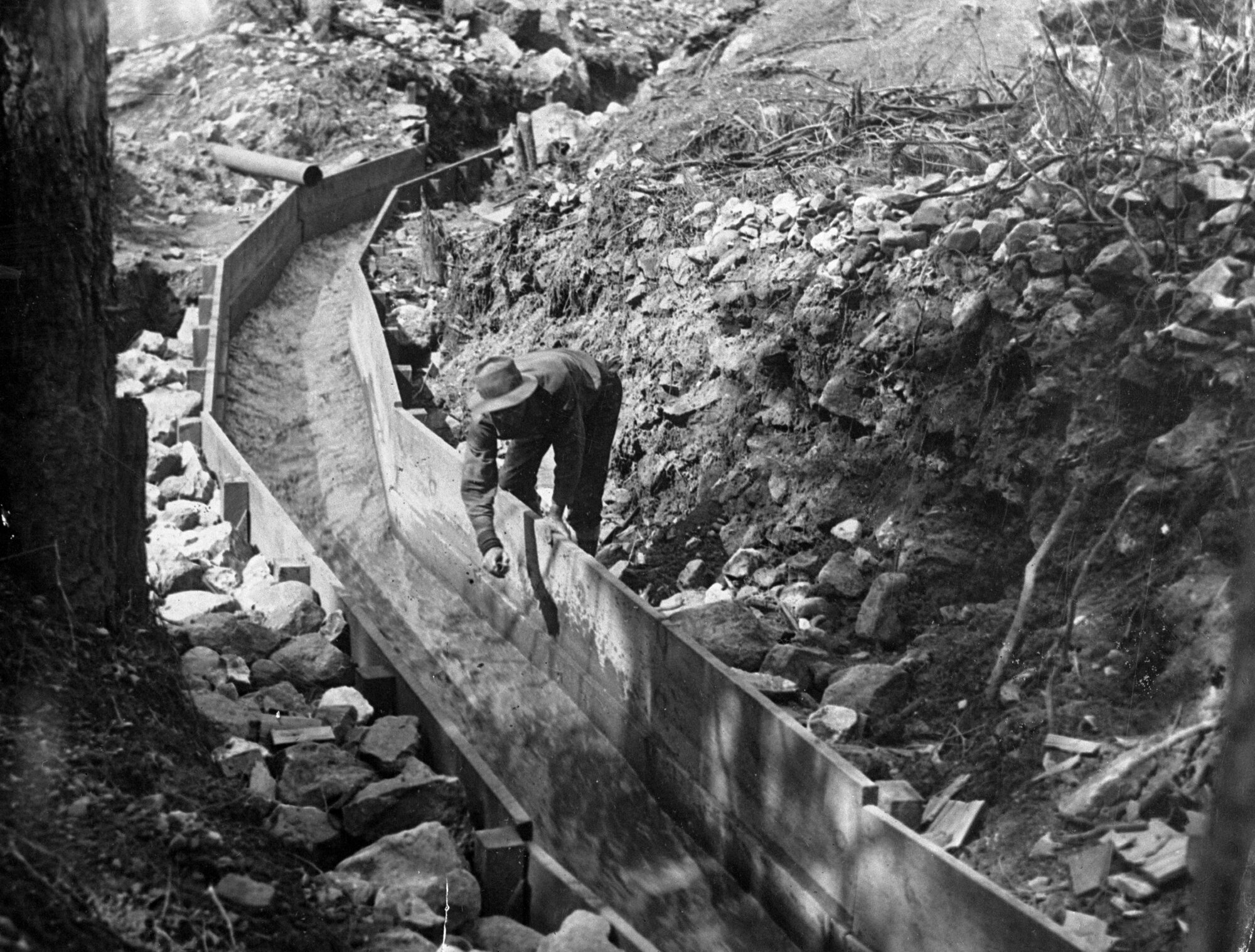
Sluizen voor het scheiden van goud en slib bij hydraulic mining

## Claims

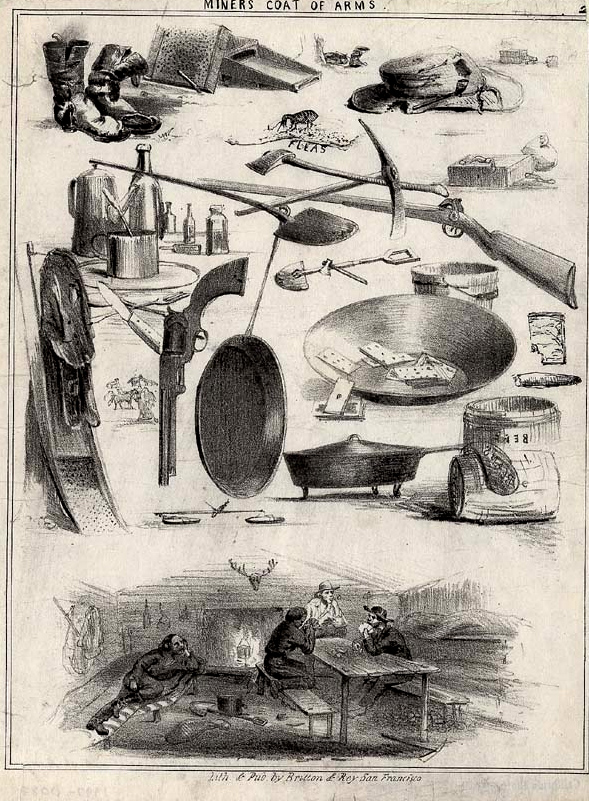
Attributen van een goudzoeker: goudpan, houweel, schop, wasgoot, bijl, geweer, pistool, schalen, kookgerei, speelkaarten, sigaar, versleten laarzen en hoeden. In het midden de alomtegenwoordige metgezellen: vlooien. Onderaan vier kaartspelende mijnwerkers in een hut.

Toen James Wilson Marshall goud vond in de American River was de Mexicaans-Amerikaanse Oorlog net beëindigd en stond Californië – van 1822 tot 1848 een dunbevolkt Mexicaans territorium, Alta California – onder Amerikaans militair gezag. Er waren hooguit duizend militairen gelegen in het gebied, dat geen burgerlijke overheid kende, geen wetboek, geen politie en geen gevangenissen. De grond waarop de goudzoekers werkten was officieel gemeenschappelijk gebied, zonder private eigendomsrechten.

### Vrij voor het oprapen
De eerste goudzoekers hadden geen probleem met de wetteloosheid. Het waren voornamelijk mormonen die tijdelijk in Californië verbleven, gedeserteerde Amerikaanse soldaten en Amerikaanse kolonisten die in het gebied gevestigd waren. Alle groepen vonden dat iedereen goud mocht zoeken waar hij wilde, zolang hij anderen niet fysiek hinderde. In de rijke mijngebieden zochten de gouddelvers bijna schouder aan schouder en zodra het moeilijker werd om goud te winnen zwermden ze uit naar nieuwe vindplaatsen. Een enkeling probeerde een claim te leggen op een vondst, maar dat werd door de anderen niet geaccepteerd omdat het werd gezien als diefstal van de gemeenschap. In het eerste jaar verdienden de meeste goudzoekers veel geld. De mormonen vertrokken in het voorjaar van 1849 en de meeste Californiërs gebruikten het geld dat ze verdiend hadden om profijtelijke ondernemingen op te zetten als gokhallen of om te speculeren met bouwgrond in de steden.

### Claimrecht
De gelukszoekers die in 1849 in Californië aankwamen waren voor driekwart boeren en landarbeiders uit de noordoostelijke staten en het Midden-Westen. Zij hadden veel kosten gemaakt en veel ontberingen doorstaan, en hadden behoefte aan zekerheid. Het verzet tegen het leggen van claims nam af en gedurende het jaar 1849 ontstond op verschillende plaatsen en op verschillende tijdstippen een gewoonterecht dat claims reguleerde. Dat recht was voor een deel gebaseerd op Mexicaanse mijnwetten en droeg daarnaast kenmerken van vroeg-Amerikaanse democratische principes. Een claim gaf alleen het recht om goud te winnen, niet om de grond te bezitten.
Het claimrecht was aanvankelijk primitief: als iemand een gat groef en er een schop, houweel of koevoet in liet liggen was dat een teken dat het mijngat niet verlaten was en dat niemand het recht had het te betreden. Zo'n claim bleef maanden geldig. Later werd het claimrecht uitgewerkt tijdens vergaderingen waarin goudzoekers die in hetzelfde kamp werkten afspraken maakten, de Miners' Meetings. De uitgangspunten waren in alle kampen gelijk: er dienen claims te zijn, die moeten klein zijn en de claimhouder moet zijn claim aanmelden. De nadere uitwerking verschilde van plaats tot plaats. Dan ging het om details waarin bijvoorbeeld bepaald werd hoe groot de claim mocht zijn, hoeveel claims een persoon mocht hebben, hoe een claim overgedragen kon worden, hoe vaak er in de claim gewerkt moest worden en hoe de grenzen van een claim aangegeven moesten worden.

#### Miners' Meetings
In de vergaderingen van gouddelvers had elke aanwezige stemrecht, de nieuwkomer evengoed als iemand die al een claim had. De voertaal was het Engels; de deelnemers werden geacht Amerikaans staatsburger te zijn of dat te willen worden. In de meeste kampen kozen de goudzoekers uit hun midden een alcalde, een soort burgemeester. De functie, die dateerde uit de Mexicaanse tijd, werd gaandeweg uitgebreid om het rechtsvacuüm op te vullen. Ook de naam veranderde, na 1850 werd deze functionaris justice of the peace genoemd. De uiteindelijke macht bleef echter liggen bij de vergadering van goudzoekers.

#### Alleen voor Amerikanen

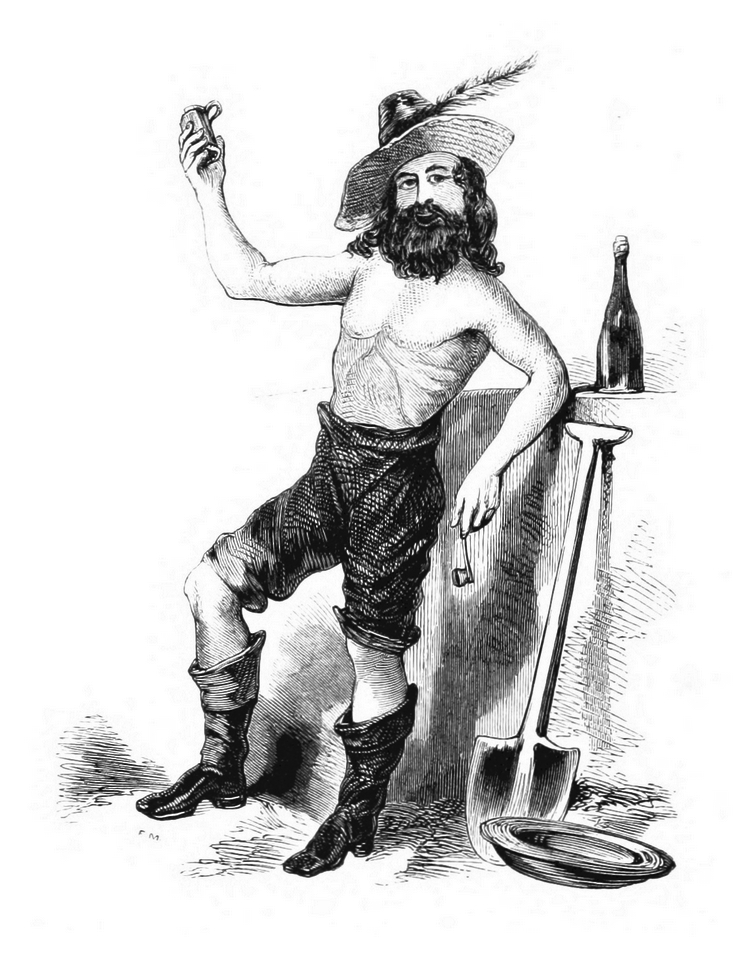
Vooral Mexicanen, Chilenen, Chinezen en Fransen kwamen bloot te staan aan de xenofobie van Amerikaanse goudzoekers. De vreemdelingen spraken en gedroegen zich anders en vaak kleedden ze zich ook heel anders dan gebruikelijk, zoals Francis Maryatt illustreerde in The French miner.

Het zo gedefinieerde recht werd door vrijwel alle Amerikaanse goudzoekers van het kamp geaccepteerd, ook door personen die de betreffende vergadering niet hadden bijgewoond. Ook veel niet-Amerikaanse goudzoekers respecteerden de afspraken; het betrof dan veelal Duitsers en Scandinaviërs. Het claimrecht werd impliciet afgedwongen, niet zozeer door de dreiging van geweld tussen individuen als wel door druk van de gemeenschap als geheel.
Dat gold echter alleen voor Amerikanen en personen die het staatsburgerschap nastreefden en Engels als voertaal gebruikten. Amerikaanse gouddelvers waren over het algemeen van mening dat het vreemdelingen verboden moest worden om goud te delven en veel claimrechten kenden bepalingen die niet-Amerikanen uitsloten. Als vreemdelingen succes hadden was dat soms aanleiding tot het gebruik van geweld, zoals in maart 1851 in Mokelumne Hill. Een groep Fransen ontdekte daar een rijk goudveld, waarschijnlijk het rijkste veld dat in Californië werd gevonden. Amerikaanse goudzoekers sloten zich aaneen, stelden een claimrecht op dat aan ieder van hen een claim van tien vierkante voet toekende en verdreven vervolgens de Fransen.

### Federale wetgeving
Nadat Californië in 1850 officieel een der Verenigde Staten werd, duurde het vele jaren voor de wetgeving zich met het claimrecht ging bemoeien. In feite accepteerde de overheid het recht van de goudzoekers om onder elkaar uit te maken hoe ze te werk wilden gaan. De staat was bereid die rechten voor de rechtbank af te dwingen.
De oorspronkelijke Amerikaanse goudzoekerskampen waren rond 1855 uitgegroeid tot zo'n 500 mijndistricten, die allemaal een claimrecht kenden. Ongeveer 175 districten hadden hun claimrecht vastgelegd in een stelsel van regels en voorschriften dat bewaard is gebleven. Een wijdverspreid geschrift dat geïnspireerd is op het Californische claimrecht is The Miner's Ten Commandments uit 1853, dat inzicht geeft in het leven van de goudzoekers.
De Californische mijndistricten werkten zo doeltreffend dat ze lang na de instelling van een burgerlijke overheid bleven bestaan. De regels en procedures uit hun claimrecht vormden uiteindelijk de basis voor de Amerikaanse federale mijnbouwwetten.

## Gevolgen
De goldrush had grote gevolgen voor Californië. Er voltrok zich een ongekende demografische transformatie die vrijwel alle aspecten van de prille samenleving raakte en het begin was van een groei die zo sterk werd dat Californië uiteindelijk van een dunbevolkt gebied zonder interne structuur uitgroeide tot de Amerikaanse staat met de meeste inwoners.

### Demografie
Geschat wordt dat Californië in 1848 minder dan 15.000 niet-indiaanse inwoners had. In totaal migreerden tussen 1848 en 1855 ruim 300.000 mensen naar het gebied, goudzoekers, kooplieden en kolonisten. Verreweg de meesten van hen waren Amerikanen, zowel blanken als bevrijde slaven en zelfs niet-bevrijde slaven. Ruwweg 100.000 immigranten waren vreemdelingen, onder wie ongeveer 30.000 Fransen en evenveel Chinezen. Verder kwamen er vele duizenden Latijns-Amerikanen, Australiërs, Nieuw-Zeelanders, Duitsers, Scandinaviërs en het Britten op het goud af. De gemiddelde leeftijd van de migranten was 22 jaar en vrouwen vormden 8 procent van de Californische bevolking. Bij Chinese immigranten was het aandeel van vrouwen nog lager: van de bijna 12.000 Chinezen die in 1852 in Californië woonden waren er slechts 7 vrouw.

### Nederzettingen
Kleine nederzettingen groeiden in korte tijd uit tot steden en nieuwe nederzettingen werden gesticht. De grootste groei kende San Francisco, de havenstad waar de migranten aan land kwamen en alle geïmporteerde goederen werden ingeklaard. Het inwoneraantal van San Francisco steeg tussen 1848 en 1870 van ongeveer 1000 tot 150.000. De stad, die in korte tijd was volgebouwd met tenten en houten huizen, werd in de beginjaren van de Californische goldrush zevenmaal getroffen door branden. Door de houten trottoirs die vrij lagen van de bodem had de altijd sterke wind vrij spel om de brand aan te jagen waardoor vele huizenblokken verwoest werden. Tijdens de grootste brand, die van 1851, werd driekwart van de stad in de as gelegd. Een gunstig bijeffect van de branden was dat broedplaatsen van cholera vernietigd werden.
De belangrijkste steden buiten San Francisco waren Sacramento en Stockton. Sacramento, in 1848 gesticht door John Sutters zoon John Jr. en Samuel Brannan, kon zich door zijn gunstige ligging aan de kruising van de Sacramento en de American River ontwikkelen tot een knooppunt voor het transport van goederen naar de noordelijke mijngebieden. Stockton werd in 1849 gesticht door Charles Maria Weber, die concludeerde dat er meer te verdienen viel met het verkopen van goederen aan goudzoekers dan met delven. De stad, gelegen aan de San Joaquin River, werd het toeleveringscentrum voor nederzettingen in de zuidelijke mijnregio's.

### Economie
De goldrush stimuleerde de economie van zowel Californië als van de rest van de Verenigde Staten. Ook de internationale handel kreeg een impuls. Tijdens de Californische goldrush werd naar schatting ruim 340.000 kilo goud gedolven. Tegen de gemiddelde goudprijs van die tijd was de opbrengst van de goudvelden ruim 200 miljoen dollar. De waarde van zo'n hoeveelheid goud zou in 2013 meer dan 13 miljard dollar bedragen. Sommige gouddelvers stuurden een deel van het goud dat ze gewonnen hadden naar hun familie. Het meeste goud gebruikten ze echter om er levensbehoeften en gereedschappen van te kopen. De kooplieden op hun beurt betaalden hun leveranciers met het goud dat ze ontvangen hadden. Van het goud dat ze overhielden stuurden velen een deel naar hun thuisfront. Zo verdween veel goud naar andere staten van Amerika en naar andere landen. Later werd het ook mogelijk om goud in te wisselen voor waardepapieren, die alleen lokaal geldig waren.
Omdat ineens veel extra goud in omloop kwam, stegen de prijzen wereldwijd, namen de investeringen toe en groeide de werkgelegenheid. De inflatie was vooral sterk in Californië. Meel dat aangevoerd werd vanaf de oostkust van de Verenigde Staten en daar 5 dollar per barrel (115,6 liter) kostte, bracht in Californië 50 dollar per barrel op. De prijs van ruw hout steeg van 17 dollar per kubieke meter naar 425 dollar. Voor kleine bouwkavels, die eerst enkele tientallen dollars gekost hadden, moesten binnen enkele maanden duizenden dollars betaald worden. De lonen in de bouw gingen van 1 dollar per dag, wat al het dubbele was van de lonen aan de oostkust, naar 20 dollar per dag. Kooplieden konden hun goederen verkopen tegen prijzen die het twintigvoudige waren van de prijzen aan de oostkust. Zo kostte een houweel 10 dollar, een eenvoudig overhemd 20 dollar en een dozijn eieren 10 dollar. De winkel van Samuel Brannan haalde een maandomzet van 150.000 dollar. Een fles New England rum kostte 20 dollar en voor een likeurglaasje met goedkope whiskey moest 1 dollar betaald worden. Veel goudzoekers lieten hun ondergoed in Hawaï wassen; dat was goedkoper.
| Jaar | Graan  | Meel   |
| 1848 | 136    | nvt    |
| 1849 | 3.946  | 3.130  |
| 1850 | 12.565 | 10.024 |
| 1854 | 2.858  | 2.268  |

De grote toevloed van goudzoekers en kooplieden leidde tot een groei in de landbouwsector. Was veeteelt in het Californië van voor de goldrush de belangrijkste agrarische activiteit, vanaf 1850 kwam de akkerbouw sterk op, met name het verbouwen van tarwe. Daarmee werd de basis gelegd voor het succes van de landbouwsector van Californië, dat aan het eind van de 19e eeuw de op een na grootste producent van tarwe in de Verenigde Staten was.
De lokale productie van voedsel was niet meteen voldoende om de snel stijgende bevolking te voeden. Daarom werd voedsel ingevoerd vanuit Chili, Australië en Hawaï. Daarnaast werden ook vele andere goederen geïmporteerd. Het scheepsverkeer naar en van San Francisco groeide zo sterk, dat de kosten voor het bouwen van een snelle klipper binnen een jaar waren terugverdiend. Schepen vervoerden brandy, whiskey evenals agrarische producten van San Francisco naar Hongkong. Naast Chinese migranten namen ze op de terugweg kleding, specerijen, koffie en thee uit het Verre Oosten mee. De handel met Californië geldt als een van de oorzaken van de groei van Hongkong in het midden van de 19e eeuw. Ook het handelsverkeer met New York en andere havens in New England floreerde, onder andere door de grote behoefte van goudzoekers aan met rubber versterkte kleding, tenten en slangen. De vraag naar deze producten leidde tot de bloei van rubberindustrie in Connecticut. Veel industriële producten werden ingevoerd vanuit het Verenigd Koninkrijk.

### Politiek
Negen dagen na de ontdekking van goud bij Sutter's Mill werd Californië Amerikaans gebied door de Vrede van Guadalupe Hidalgo. Het kreeg de status van incorporated territory, wat inhield dat het direct onder het bestuur van de Amerikaanse federale overheid viel en dus geen deel uitmaakte van een van de staten van Amerika. Het gebied vormde wel een integraal onderdeel van de Verenigde Staten en stond onder militair gezag.
De belangrijkste voorwaarden waaraan voldaan moest worden om de status "State" te verkrijgen, waren dat het gebied minimaal 60.000 inwoners moest hebben en van economisch belang moest zijn voor de Verenigde Staten als geheel. Californië voldeed in 1848 niet aan die eisen en president James Polk stelde aan het Amerikaans Congres voor om Californië de tussenstatus te verlenen van "organized incorporated territory", waardoor de inwoners het recht zouden krijgen een lokaal burgerlijk bestuur te kiezen. Het Congres wees het voorstel tot tweemaal toe af, in 1848 en 1849.
Onder druk van de inwoners, die de tussenstap niet langer af wilden wachten, organiseerde de militaire gouverneur Bennet C. Riley een constituerende vergadering, naar het voorbeeld van de Constitutional Convention van 1787 in Philadelphia. Op 20 december 1849 droeg Riley de macht over aan een lokaal bestuur, hoewel hij daartoe niet bevoegd was.
Het Amerikaanse Congres liet het onwettige bestuur van Californië ongemoeid. In de pogingen de oplopende spanningen tussen voor- en tegenstanders van de slavernij met elkaar in evenwicht te houden, sloot het Congres het Compromis van 1850. Een van de bepalingen was dat Californië als 31e staat werd toegelaten tot de Unie. Afgevaardigden van Californië hadden met succes naar voren gebracht dat het gebied als gevolg van de goldrush inmiddels aan de voorwaarden voldeed: door de massale immigratie lag het inwoneraantal ver boven de 60.000 en de productie van goud maakte van Californië een economisch waardevol gebied.

### Maatschappij

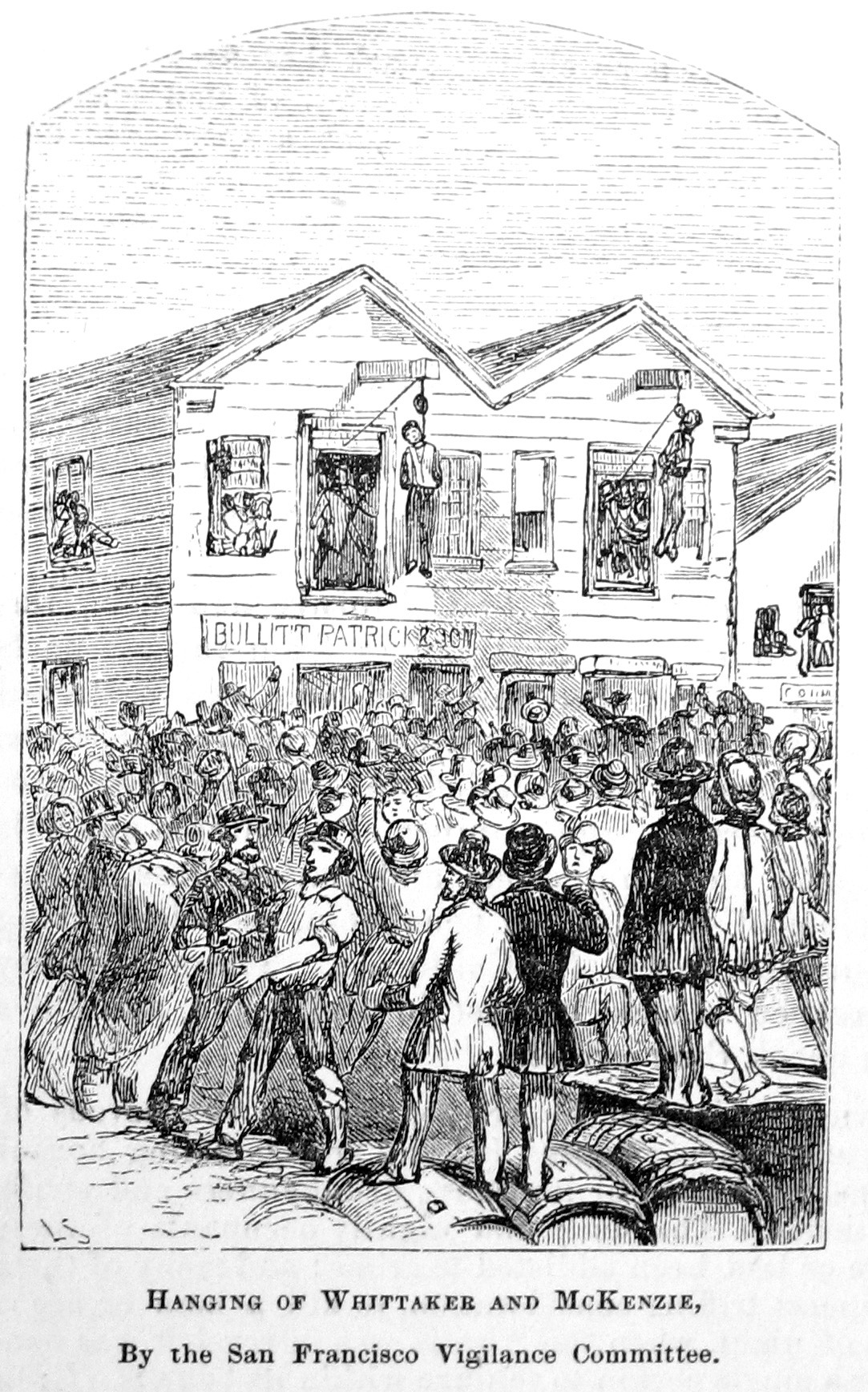
Twee verdachten van "gruwelijke misdaden", gelyncht door vigilanten op 24 augustus 1851

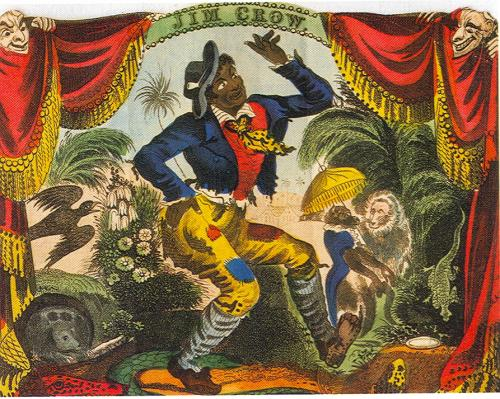
Minstrel Jim Crow trad ten tijde van de goldrush veelvuldig op in San Francisco.

Groepen van verschillende etnische herkomst kwamen op de goudvelden en in de drukke straten van San Francisco voor het eerst met elkaar in contact. Hoewel ze van elkaar verschilden in ras, taal, religie en gewoonten werden de groepen door elkaars nabijheid gedwongen zich aan te passen en tegelijkertijd met elkaar te concurreren. Zo ontstond een maatschappij met een grote verscheidenheid. Dat nam niet weg dat discriminatie en geweld veel voorkwamen.

#### Mannenoverschot
De samenstelling van de bevolking naar sekse was verre van evenwichtig: het bureau Census rapporteerde in 1850 dat 8 procent van de Californische bevolking vrouw was. In de kampen bij de goudvelden was het slechts 2 procent. Het onevenredig grote aantal mannen leidde er in San Francisco toe dat prostitutie en gokken big business werden. Veel Mexicaanse en Zuid-Amerikaanse prostituees vestigden zich op de zuidoostelijke hellingen van Telegraph Hill en legden daar de basis voor het huidige North Beach district. Ook ontstond in die tijd in de vele drankgelegenheden van de stad een vroege homocultuur. De kampen van de gouddelvers kenden saloons die druk bezocht werden, waar danseressen optraden en populaire toneelstukken werden opgevoerd. Vaak werd er muziek gemaakt, waarop de mannen samen dansten.

#### Criminaliteit
De goldrush bracht ook ongure elementen naar Californië. Oplichters, overvallers, professionele gokkers en anderen kwamen om te profiteren van de rijkdom. Na 1851, toen het goud moeilijker te vinden was begon de sociale cohesie, die in de kampen zeer sterk was, te verwateren. De misdaad nam toe en de claim jump, het bezetten van de claim van iemand anders, kwam veel voor. Oplichters probeerden een stuk grond voor veel geld te verkopen door er eerst een beetje goud over uit te strooien, het zogenaamde salting.
Er was geen overheidsbemoeienis en de mensen namen het recht in eigen hand. De straf voor misdaden werd vaak snel vastgesteld en was eenvoudig. Kleine misdaden werden gestraft met zweepslagen en op ernstiger misdaden, zoals overval en moord, stond de strop. Lynchings kwamen vaak voor, als de volksmenigte uitzinnig raakte en iemand zonder proces ophing. In die jaren ontstonden Vigilante Committees, groepen burgers die criminelen opspoorden en straften. En hoewel al vanaf 1851 rechtbanken werden geïnstalleerd door de overheid, bleef eigenrichting dominant. In 1855 werden in Californië 535 moorden gepleegd. Dat leidde tot 7 legale en 49 illegale executies.

#### Cultuur
De verscheidenheid aan culturen zorgde in San Francisco voor een divers aanbod in het uitgaansleven. De stad kende naast de saloons, gokhallen en bordelen, veel danszalen en een scala aan eetgelegenheden, met keukens uit alle werelddelen. In de schouwburgen werden honderden toneelstukken opgevoerd en tientallen opera's ten gehore gebracht, in verschillende talen. De variététheaters brachten talrijke minstrel shows. Een van de bekendste entertainers was Lola Montez, die van 1853 tot 1855 in San Francisco optrad. Zij maakte furore met haar spider-dance, waarin ze haar kleding grondig doorzocht op spinnen.
De diversiteit kwam ook tot uiting in de krantenwereld. In de jaren 1850 werden in Californië 91 nieuwsbladen en tijdschriften gepubliceerd, waaronder zeven in andere talen dan het Engels.

### Milieu
De ongebreidelde goudwinning veroorzaakte enorme schade aan het milieu: houtkap en dagbouw zorgden voor erosie van vruchtbaar land en rivieren werden verontreinigd met zware metalen, waaronder het erg giftige kwik. Vooral de hydraulic mining van de latere jaren tastte het milieu aan: oude bossen gingen verloren, hellingen en heuvels werden gedestabiliseerd en modderstromen vernielden natuurlijke habitats en landbouwgronden stroomafwaarts. Als reactie kwam in Californië als een van de eerste plekken ter wereld de natuurbescherming op. De natuurbeweging werd geleid door John Muir en de door hem gestichte Sierra Club. Yosemite Valley werd in 1864 het eerste beschermde natuurgebied van de Verenigde Staten en in 1890 werden zowel Yosemite als Sequoia National Park gesticht.

### Californio's
De Vrede van Guadalupe Hidalgo, dat de Amerikaanse-Mexicaanse Oorlog beëindigde, kende aan de Californio's het volledige Amerikaanse burgerschap toe en beloofde dat hun eigendom "onschendbaar gerespecteerd zou worden". Maar als goudzoekers en kolonisten het land van Californio's in bezit namen, was het door de wetteloosheid die er heerste zeer moeilijk om de juridische aanspraken af te dwingen. Zelfs als Californio-families hun wettelijke bezit terugkregen, liepen ze grote kans failliet te gaan aan hoge advocatenkosten en belastingen. Aan de grondwettelijke conventie van 1849 had een aantal prominente Californio's deelgenomen, maar later daalde met hun landbezit ook hun politieke macht.

### Indianen
De goldrush had catastrofale gevolgen voor de indianen in het gebied, zoals de Washo, Miwok en Nisenan, maar uiteindelijk ook voor de andere inheemse volken in het westen van de Verenigde Staten. De Californische indianen, die leefden als jager-verzamelaars, vielen ten prooi aan honger en ziekte omdat habitats verwoest en vervuild werden en omdat de vele goudzoekerskampen het wild wegjoegen. De grote stukken grond die door kolonisten werden omgeploegd om er landbouwgrond van te maken, werden zo onttrokken aan de jachtvelden van de indianen. Velen indianen stierven aan pokken, cholera, griep of mazelen na besmetting door goudzoekers. Geschiedkundigen duiden deze gebeurtenis aan als een genocide.
Om hun leefgebied te beschermen vielen indianen regelmatig kolonisten en goudzoekers aan. De goudzoekers doodden de aanvallers vaak en overvielen incidenteel een indianendorp. Kolonisten organiseerden paramilitaire vigilante troepen die indianendorpen stelselmatig uitmoordden. Ook het leger overviel soms dorpen, als reactie op het doden van een militair. De gewelddadige vergeldingen hadden de steun van de overheid. Gouverneur Peter Hardeman Burnett stelde in 1851 in een rede voor het parlement van Californië dat het indiaanse ras uitgeroeid moest worden. Zowel de staats- als de federale overheid vergoedden vrijwel alle kosten die voor de paramilitaire vergeldingsacties gemaakt werden.
Aan het begin van de Californische goldrush leefden in het gebied naar schatting 150.000 indianen. Na afloop waren dat er nog 50.000. De meeste indianen stierven aan epidemische ziekten of honger. Schattingen over het aantal omgebrachte indianen variëren sterk. De laagste raming is 4500, andere schattingen schommelen tussen 9400 en 16.000. Het hoogste cijfer is 100.000.

### Lange termijn

Het zegel van Californië

Californië kent vele verwijzingen naar de tijd van de goldrush. Het zegel van Californië vermeldt het motto van de staat, Eureka (Ik heb het gevonden, verwijzend naar de goudvondsten) en toont onder andere een gouddelver met houweel, schop, goudpan en craddle. Veel plaatsnamen verwijzen naar goud, bijvoorbeeld Placer County, Placerville en Angels Camp, en sommige sportverenigingen zijn vernoemd naar de goudzoekers, zoals de San Francisco 49ers en de Long Beach State 49ers. Het historische Coloma, tegenwoordig een spookstadje, vormt het hart van het Marshall Gold Discovery State Historic Park dat in 1942 werd gesticht en 233 hectare groot is.
In Californië ontstonden innovaties in mijnbouwtechnologie die in de 21e eeuw nog volop toegepast worden, zoals hydraulic mining, hardrock mining en dredging. Veel van de kanalen en reservoirs die aangelegd werden voor de hydraulische goudwinning vormen de infrastructuur voor de opwekking van elektriciteit met behulp van waterkracht. Talrijke historische mijndistricten zijn nu belangrijke toeristische bestemmingen en resorts. Het eens zo dunbevolkte, economisch oninteressante en wetteloze gebied is uitgegroeid tot de economisch sterkste staat van Amerika, met een bruto nationaal product dat ruim tweemaal zo groot is als dat van België en Nederland samen.
Het imago van Californië is onlosmakelijk verbonden met goud; de staat heeft als bijnaam: The Golden State. Californië wordt nog steeds gezien als een plek voor een nieuw begin, waar hard werken grote rijkdom kan opleveren en waar een grote mate van vrijheid heerst die creatieve mensen aantrekt en innovaties stimuleert, zowel artistieke en maatschappelijke als technologische. Getuige de opkomst, groei en bloei van onder andere Hollywood, flowerpower en Silicon Valley.

## In kunst en cultuur

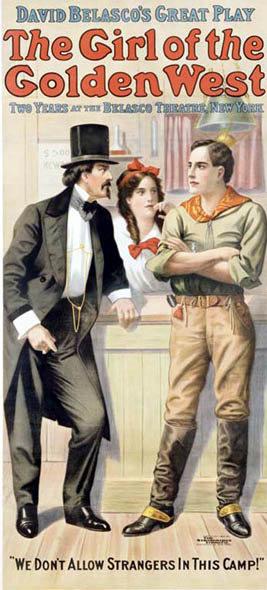
Poster uit 1907 voor de opvoering van The Girl of the Golden West

De Californische goldrush speelt een rol in een aantal culturele uitingen, bijvoorbeeld in literatuur, film en muziek.

### Film
De Californische goldrush is het decor waartegen menige regisseur zijn film zich laat afspelen. Enkele voorbeelden:
- Victor Fleming - The Devil's Cargo (1925)
- Howard Hawks - Barbary Coast - (1935)
- Frank Lloyd - Wells Fargo (1937)
- Robert Z. Leonard - The Girl of the Golden West (1938)
- John Farrow - California (1947)
- Allan Dwan - Tennessee's Partner (1955)
- Sam Peckinpah - Ride the High Country (1962)
- Joshua Logan - Paint Your Wagon (1969)
- Clint Eastwood - Pale Rider (1985)

### Muziek
Veel van de songs die in de saloons door de goudzoekers werden gezongen zijn bewaard gebleven en verzameld, onder andere in het boek The Gold Rush Song Book. Menige Amerikaanse folkband heeft in de 21e eeuw een of meer van die songs op het repertoire, waaronder het internationaal bekende en vaak vertaalde Oh! Susanna.
Sommige singer-songwriters halen na meer dan honderd jaar na dato nog inspiratie uit de Californische goldrush. Zo schreef Dan Fogelberg er zijn lied Sutter's Mill uit het album High Country Snows (1985) over. Bob Dylan nam in het album Self Portrait (1970) een cover op van het folklied Days of 49. Neil Young's album Americana (2012) bevat onder andere een hardrockversie van Oh My Darling, Clementine, een lied over de dochter van een forty-niner.
La Fanciulla del West (Het meisje van het Wilde Westen) is een opera in drie bedrijven van Giacomo Puccini op een Italiaans libretto van Guelfo Civinini en Carlo Zangarini, gebaseerd op The Girl of the Golden West van David Belasco. De première vond plaats op 10 december 1910 in New York in het Metropolitan Opera House, met Arturo Toscanini als dirigent en met Enrico Caruso in een van de hoofdrollen.
Componist John Adams en librettist Peter Sellars schreven de opera Girls of the Golden West, die handelt over vrouwen tijdens de Californische goldrush. Het werk is een coproductie van de San Francisco Opera met de Dallas Opera, de Nederlandse Opera en het Teatro La Fenice uit Venetië. De opera ging op 21 november 2017 in première in San Francisco, onder regie van Sellars.